# Lausitzer Bergland
Das Lausitzer Bergland (obersorbisch Łužiske hory) oder Oberlausitzer Bergland ist eine hügelige Mittelgebirgslandschaft in der Oberlausitz in Sachsen und im Schluckenauer Zipfel in Tschechien. Dort heißt es Šluknovská pahorkatina, was mit Schluckenauer Hügelland übersetzt werden kann.
Auf deutscher Seite begleitet es den Oberlauf der Spree bis südlich von Bautzen. Nach Westen, Norden und Osten grenzt es mit dem Westlausitzer Hügel- und Bergland, dem Oberlausitzer Gefilde und der Östlichen Oberlausitz an Lösshügellandschaften (Lößbörden) an. Nach Süden schließen sich Mittelgebirge an: im Südwesten das Elbsandsteingebirge (auf deutscher Seite die Sächsische Schweiz, auf tschechischer die Böhmische Schweiz) und im Südosten das Lausitzer Gebirge. So wie dieses und die drei erstgenannten Lösshügellandschaften ist das Lausitzer Bergland Teil des Sudetengebirgszugs, der seine bekannten Höhenschwerpunkte Riesengebirge und Altvatergebirge allerdings erst in deutlich (süd-)östlicher Entfernung entwickelt.
Das Lausitzer Bergland ist das Kerngebiet der Oberlausitzer Mundart mit dem typischen rollenden Rrr. Hier finden sich viele Umgebindehäuser – Häuser in der für die südliche Oberlausitz typischen Bauweise, bei der slawischer Blockbau und deutscher Fachwerkbau vereint wurden.

## Naturräumliche Zuordnung

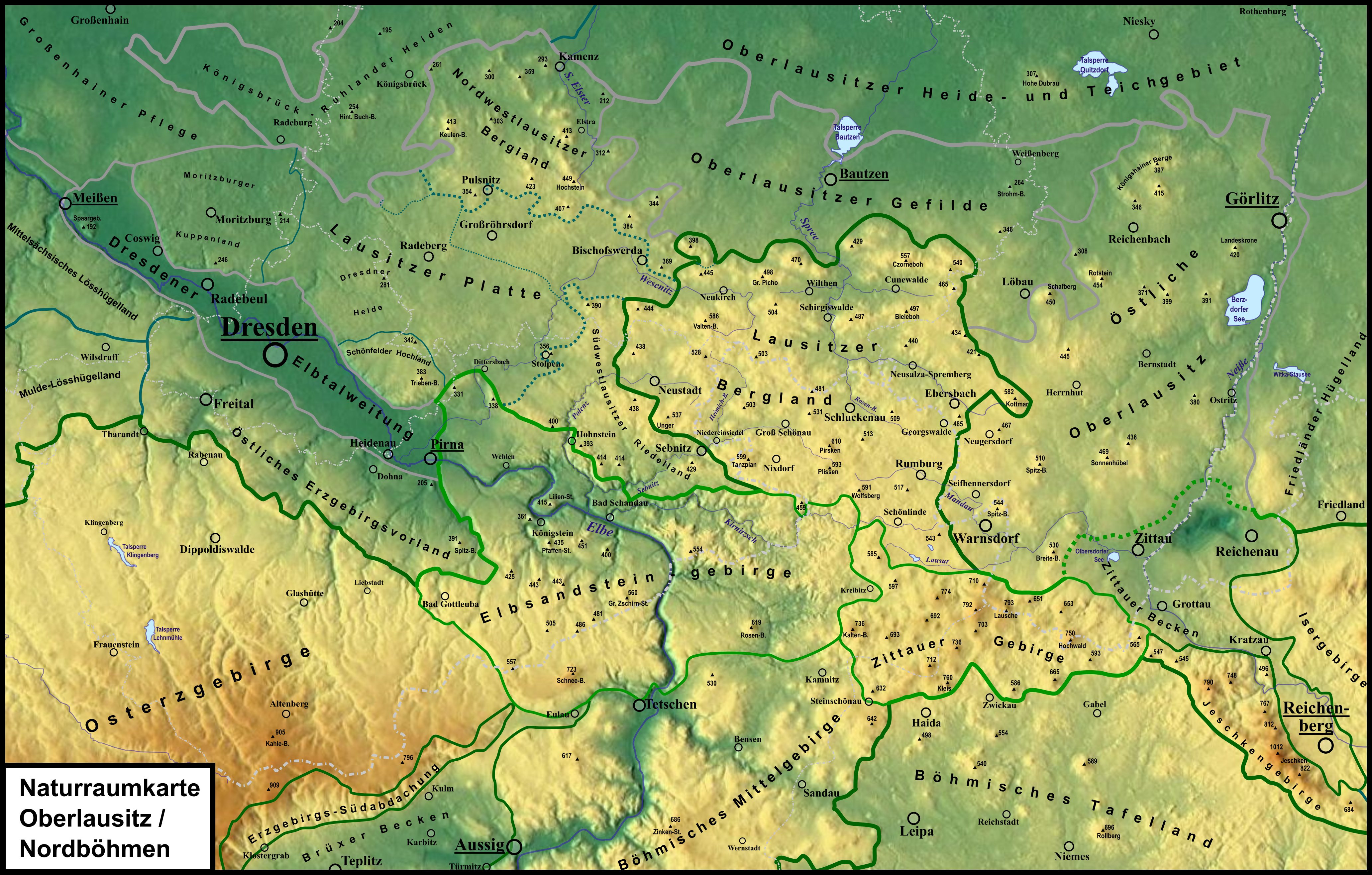
Naturräume rund um die Oberlausitz mit den Sandstein-Bergländern (hellgrün gerahmt) und dem Lausitzer Gebirge (dunkelgrün gerahmt) nördlich davon

In der naturräumlichen Ordnung im Handbuch der naturräumlichen Gliederung Deutschlands, die in den 1950er Jahren deutschlandweit erfolgte, stellte das Lausitzer Bergland die Haupteinheit 441 innerhalb der Haupteinheitengruppe 44 (BfN 1994: D14) Oberlausitz dar. Jene etwas heterogene Haupteinheitengruppe taucht jedoch in der von der Arbeitsgruppe Naturhaushalt und Gebietscharakter der Sächsischen Akademie der Wissenschaften in Leipzig erarbeiteten naturräumlichen Neuordnung Naturräume in Sachsen nicht mehr auf und wurde je nach Landschaftscharakter dem Lösshügellandgürtel oder den Mittelgebirgen zugerechnet. Hierbei ist das Lausitzer Bergland die einzige Haupteinheit der ehemaligen Haupteinheitengruppe, die der „Über-Einheitengruppe“ Sächsisches Bergland und Mittelgebirge zugeordnet wurde, die weiterhin aus dem sich südöstlich anschließenden, jedoch auf deutschem Boden räumlich getrennten Zittauer Gebirge sowie den sich westlich auf der sächsisch-böhmischen Grenze anschließenden Landschaften Sächsische Schweiz, Erzgebirge und Vogtland besteht.
Günter Schönfelder (2008) ordnet das Oberlausitzer Bergland der naturräumlichen Großregion Oberlausitzer Bergland und Sandstein-Bergländer zu, das es mit dem Lausitzer Gebirge und dem Elbsandsteingebirge zusammenfasst. In der Geomorphologischen Einteilung Tschechiens nach Jaromír Demek hatte das Bergland demgegenüber, wie auch das Lausitzer Gebirge, den Sudeten zugeordnet (→ Gliederung der Sudeten) und das Elbsandsteingebirge der Erzgebirgs-Übereinheit. Dies war allerdings der Tatsache geschuldet, dass dort nur diese beiden Übereinheiten existieren. Von den Kammrichtungen sind Lausitzer Bergland und Gebirge weder variskisch (erzgebirgisch: nach Nordosten gerichtet) noch hercynisch (wie die Sudeten: nach Südosten gerichtet), sondern ziemlich exakt von West nach Ost gerichtet.

## Naturräumliche Gliederung

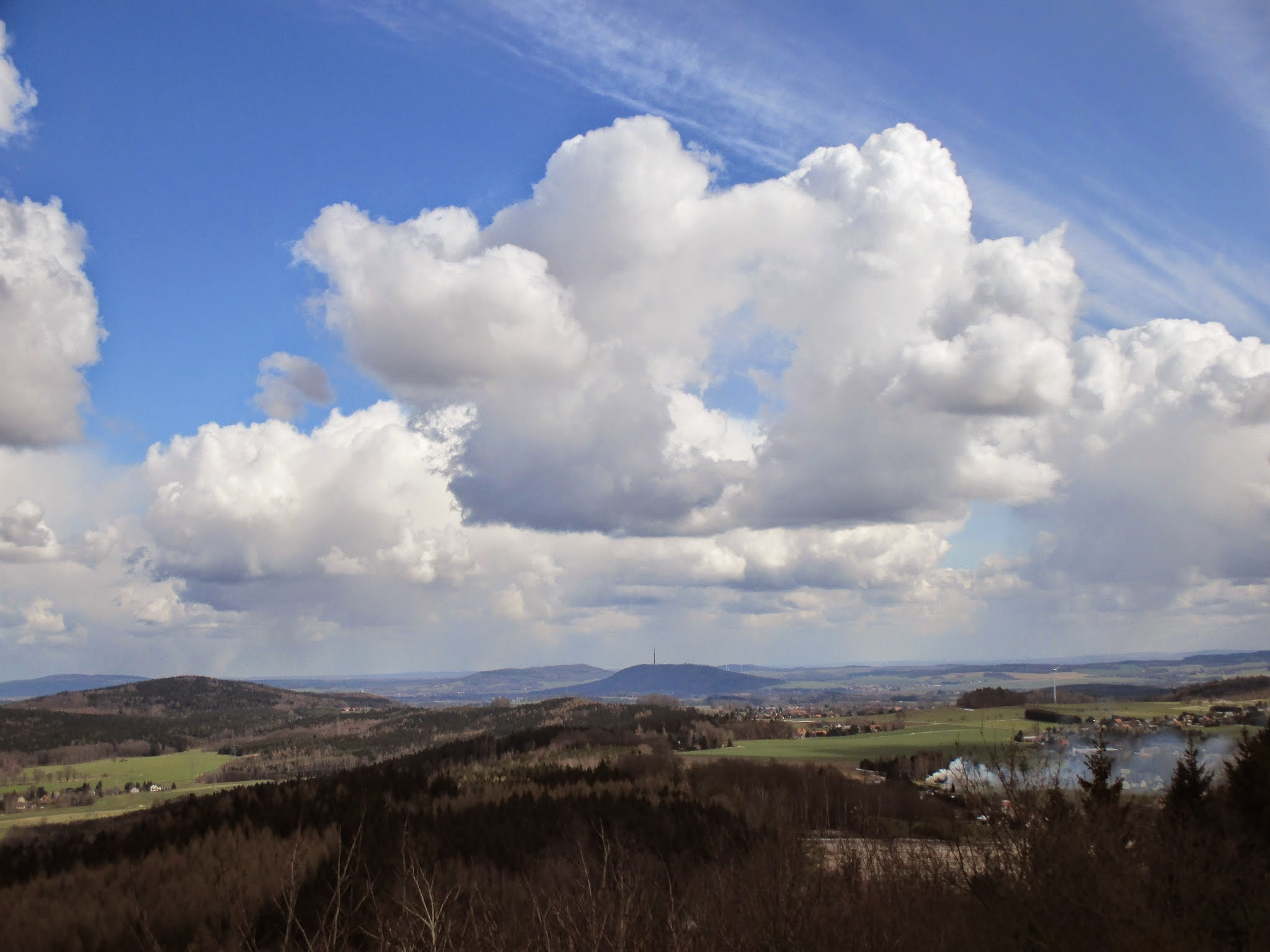
Blick vom Bieleboh in Richtung Löbauer Berg und Rotstein

Die Makrogeochore Lausitzer Bergland teilt sich wie folgt in Mesogeochoren und Mikroheochoren (von Nord nach Süd, zweitrangig von West nach Ost):
- 12 Lausitzer Bergland (398 km² in D,  276 km² in CZ)
  - 12015 Nördliches Oberlausitzer Bergland (192,04 km², ganz in D)
    - Mönchswalder Bergrücken, Hoher Hahn-Picho-Bergrücken, Schirgiswalder Spree-Tal, Dretschen-Oberguriger Rückengebiet, Czorneboh-Hochstein-Bergrücken, Hohberg-Mannsberg Rücken, Bergrücken Weifaer Höhe-Dahrener Berg, Rückenberg-Bergkuppengebiet, Kleindehsaer Rückengebiet, Kälbersteine-Bieleboh-Bergrücken, Eulowitzer Zerschneidungshang, Valtenberg-Bergrückengebiet, Neukirch-Putzkauer Talwanne, Rachlauer Rückengebiet, Wilthener Talwanne, Ringenhainer Bergkuppengebiet, Crostauer Hügelgebiet, Cunewalder Talwanne (Südteil), Großpostwitz-Kirschauer Spree-Tal, Cunewalder Talwanne (Nordteil)

  - 12016 Westliches Oberlausitzer Bergland (73,03 km² in D)
    - Schelmberg-Hoher Hahn-Bergkuppengebiet, Berthelsdorfer Tal-Riedelgebiet, Neustadter Becken, Hohwald-Plateau, Rüdenberg-Wachberg-Rücken, Unger

  - 12014 Östliches Oberlausitzer Bergland (116,20 km² in D)
    - Beiersdorfer Rückengebiet, Bergrücken Großer Wald, Neusalza-Spremberger Rückengebiet, Ebersbacher Rückengebiet, Lauba-Dürrhennersdorfer Rückengebiet, Schönbacher Flachrücken, Brandbusch-Taubenberg-Bergkuppen, Oppacher Rückengebiet, Kottmar-Bergkuppe, Sohland-Wehrsdorfer Tal-Riedelgebiet, Neuschönberger Flachrückengebiet, Sohland-Taubenheimer Spree-Tal, Kottmarsdorfer Rückengebiet

  - Zentrales Oberlausitzer Bergland (ganz in CZ)
  - 12017 Südwestliches Oberlausitzer Bergland (16,54 km² in D, größerer Teil in CZ)
    - Wachberg-Steinberg-Kuppengebiet, Saupsdorfer Räumichtbach-Tal, Tanzplan-Hänge

  - Südöstliches Lausitzer Bergland (ganz in CZ)

Das Bundesamt für Naturschutz kommt in der sehr ähnlichen Grenzziehung seiner Landschaftssteckbriefe auf eine Fläche von 393 km² innerhalb Deutschlands.
Der Nordteil des Berglands besteht in der Hauptsache aus zwei von West nach Ost ausgerichteten Bergketten, die durch eine Quertalung vom außerhalb gelegenen Bischofswerda über den Eintritt bei Putzkau, Neukirch/Lausitz, Wilthen und über die Spree bei Kirschau hinweg bis Cunewalde zieht und bei Kleindehsa den Naturraum verlässt. Der Westteil enthält das Siedlungsgebiet von Neustadt in Sachsen inklusive Polenz im Westen und stößt im Nordosten an das Siedlungsgebiet von Steinigtwolmsdorf, das noch knapp im Nordteil liegt. Der Ostteil enthält das Spreetal von Sohland an der Spree flussaufwärts bis Ebersbach/Sa. und unmittelbar vor Neugersdorf. Vom West- zum Ostteil zieht sich eine deutlich alternierende Bergkette an der nördlichsten Außengrenze Tschechiens nach Ostsüdosten.
Der rein tschechische Zentralteil wird von Nebentälern der Sebnitz, die in seinem Höhenschwerpunkt entspringt, von Nordwesten (Šenovský potok (Schönauer Bach) mit Velký Šenov (Groß Schönau)) bis Südwesten (Mikulášovický potok (Nixdorfer Bach) mit Mikulášovice (Nixdorf), Mündung in Vilémov (Wölmsdorf)) eingefasst. Im Nordosten liegt Šluknov (Schluckenau) mit dem nach Norden, zur Spree, abfließenden Rosenbach, dessen Arme die West-Ost-Talung des Schönauer Bachs verlängern; im Südosten verlängert das Tal der nach Osten abfließenden Mandau mit Staré Křečany (Alt Ehrenberg) und dem ostrandlich außerhalb gelegenen Rumburk die Talung des Nixdorfer Bachs, wobei in der verbindenden Rodung zwischen beiden Talungen Brtníky nach Süden, zur Kirnitzsch, entwässert wird.
Der Südwestteil des Berglands enthält in der Hauptsache einen von Sebnitz nach Südosten ausgerichteten Kamm, über dessen Südwesthang die deutsch-tschechische Grenze verläuft, mit den außerhalb liegenden Randorten Saupsdorf und, bereits in der Sächsischen Schweiz, Hinterhermsdorf. Zwischen den beiden Dörfern zählt die sächsische Gliederung auch das Saupsdorfer Räumichtbachtal zum Südwestteil, das außerhalb der durchgängigen Bewaldung des Grenzkamms liegt und geomorphologisch dem nordwestlich angrenzenden Westlausitzer Berg- und Hügelland (Mikrogeochore Südwestlausitzer Riedelland) ähnelt. Durch ein Nebental der Kirnitzsch bei Vlčí Hora (Wolfsberg) und eines der Mandau bei Zahrady (Gärten) nebst Rodungen wird ein etwas kleinerer Ostteil des Berglands zwischen Rumburk im Nordosten und Krásná Lípa (Schönlinde) an der Kirnitzsch im Südwesten abgetrennt.

## Geologie
Das Lausitzer Bergland ist Teil eines großen Intrusivkomplexes in Mitteleuropa, der im Neoproterozoikum während der Cadomischen Orogenese gebildet wurde. Dieser ist mit den Kristallinmassiven des benachbarten Iser- und Riesengebirges verbunden. Auch wenn die Gesteine auf sächsischer Seite streng geologisch hauptsächlich Granodiorite sind, hat sich doch die umgangssprachliche Form Lausitzer Granit sehr verbreitet. Das Gestein wurde und wird in mehreren Steinbrüchen abgebaut und fand als Naturwerkstein weite Verbreitung.
Deutlich jünger als die Granodiorite und der in geringem Umfang auftretende Granit sind die Reste vergangener Vulkantätigkeit aus dem Tertiär. Die lange Kette vulkanischer Berge vom Böhmischen Mittelgebirge über das Lausitzer Gebirge setzt sich auch östlich des Lausitzer Berglandes, in der Östlichen Oberlausitz, noch bis zur Lausitzer Neiße fort. Solche basaltischen Berge sind neben dem noch am Südostrande des Berglandes selber gelegenen Kottmar beispielsweise die Doppelkuppe von Löbauer Berg und Schafberg (449 m) bei Löbau sowie die Landeskrone (420 m) bei Görlitz.
Bergbauversuche im Lausitzer Bergland blieben wegen Mangels an Erzen wenig erfolgreich. Dafür war das Gebiet einst das Zentrum der Granitindustrie in Deutschland. In Form von Fassadenelementen, Bausteinen für schweres Mauerwerk, Brunnenbecken und Denkmalsockel sowie Pflastersteinen, Gehwegplatten, Zaunsäulen u. v. m. findet sich das Material im gesamten mitteldeutschen Raum.

## Topografische Beschreibung
Die Oberflächenformen sind klar gegliedert. Das Lausitzer Bergland baut sich aus vier in Ost-West-Richtung verlaufenden Höhenzügen auf, eine fünfte bildet der nach Südosten verlaufende südwestliche Grenzkamm, während im Norden, im Westlausitzer Hügel- und Bergland, der nördlichsten Bergkette aus Richtung Nordosten eine weitere Bergkette zuläuft. Zwischen den inneren Bergketten liegen breite Talwannen. Die südlichen Abschnitte befinden sich zu großen Anteilen auf tschechischem Gebiet im Schluckenauer Zipfel.
Die Täler und Quersenken des Lausitzer Berglandes und der südlichen Oberlausitz sind dicht besiedelt und bebaut.

### Flüsse

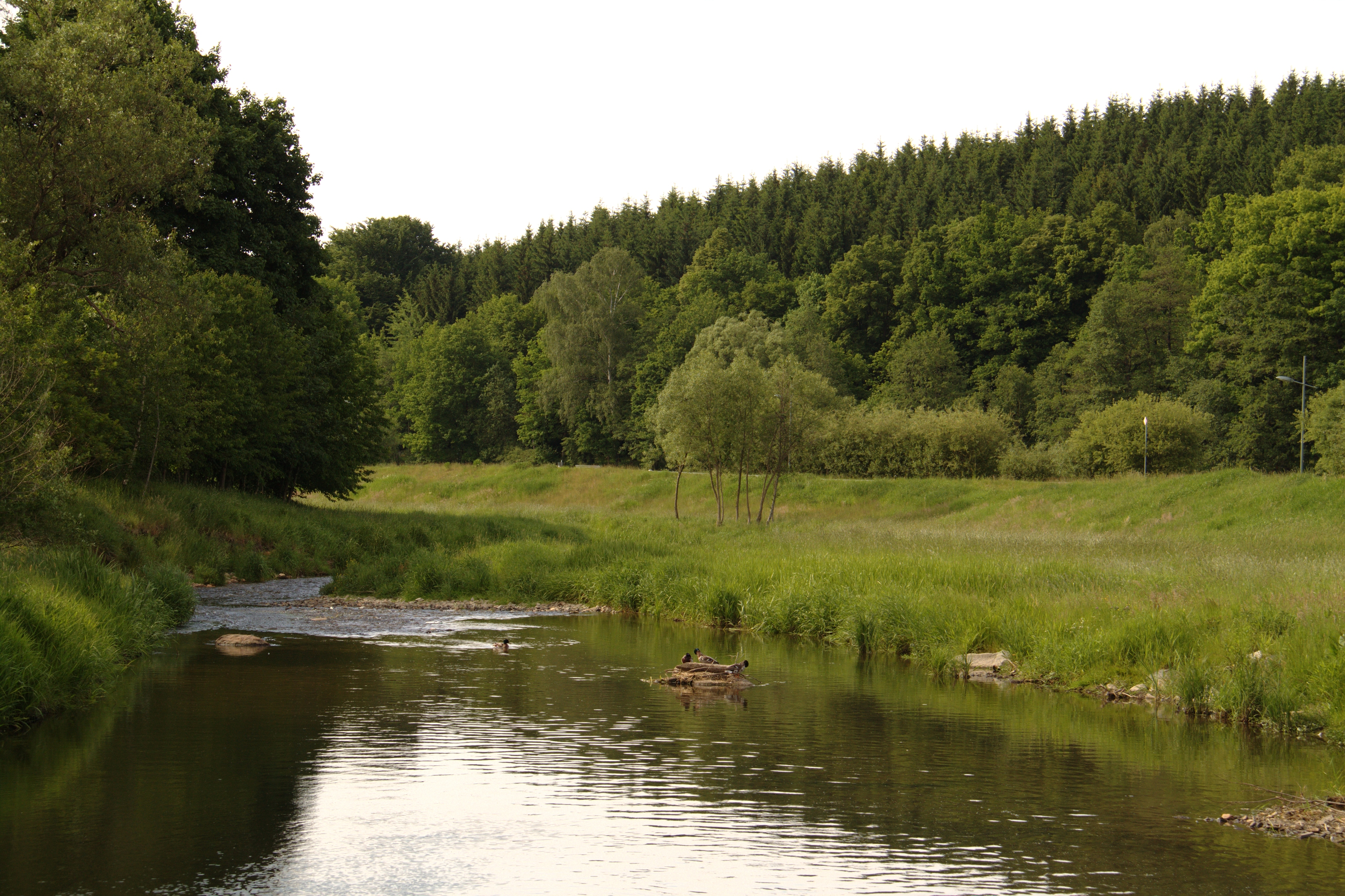
Die Spree bei Sohland

Der Hauptfluss des Lausitzer Berglands ist die Spree. Sie entspringt am halbinselartig nach Südosten in die Östliche Oberlausitz ragenden Kottmar und fließt zunächst von Ost nach West durch Neugersdorf, wonach das Bergland wieder erreicht wird, sowie Ebersbach, Neusalza-Spremberg und Taubenheim bis nach Sohland (Sohland-Taubenheimer Spreetal); zwischen den beiden letztgenannten Orten fließt ihr von Süden der Rosenbach aus Šluknov (Schluckenau) zu. Ab hier wendet sie sich nach Norden und gibt im weiteren Verlauf den wellenförmig aufeinanderfolgenden Höhenzügen und Tälern eine zentrale Achse, indem sie die nördlichen beiden Bergketten durchbricht. Dabei bildet sie zwischen Kälbersteinen und Weifaer Höhe bei Schirgiswalde ein enges Durchbruchstal (Schirgiswalder Spree-Tal) durch die zweitnördlichste Bergkette. In Mäandern durchquert sie danach die nördliche Talwanne bei Kirschau und durchbricht in einem breiteren, mäandernden Tal von Rodewitz über Eulowitz und Großpostwitz die nördlichste Bergkette (Großpostwitz-Kirschauer Spree-Tal), um schließlich, im Lausitzer Gefilde, Bautzen zu erreichen.
Weitere wichtige Flüsse sind, im Gegenuhrzeigersinn, die den Nordwestrand nach Westen entwässernde Polenz mit Neustadt in Sachsen im Neustadter Becken und die den Westen entwässernde Sebnitz mit Sebnitz randständig außerhalb im Oberen Sebnitztal, die sich deutlich außerhalb und kurz vor Erreichen der Elbe zum Lachsbach vereinen, sowie die im Oberlauf bei Krásná Lípa (Schönlinde) das Gebirge von Süden rahmende, durch diverse rechte Nebenflüsse den Südwestkamm entwässernde Kirnitzsch. Zur Lausitzer Neiße und somit zum Stromgebiet der Oder entwässert die den Naturraum bei Rumburk verlassende Mandau den Südosten.

### Nordwestliche und nordöstliche Vorberge

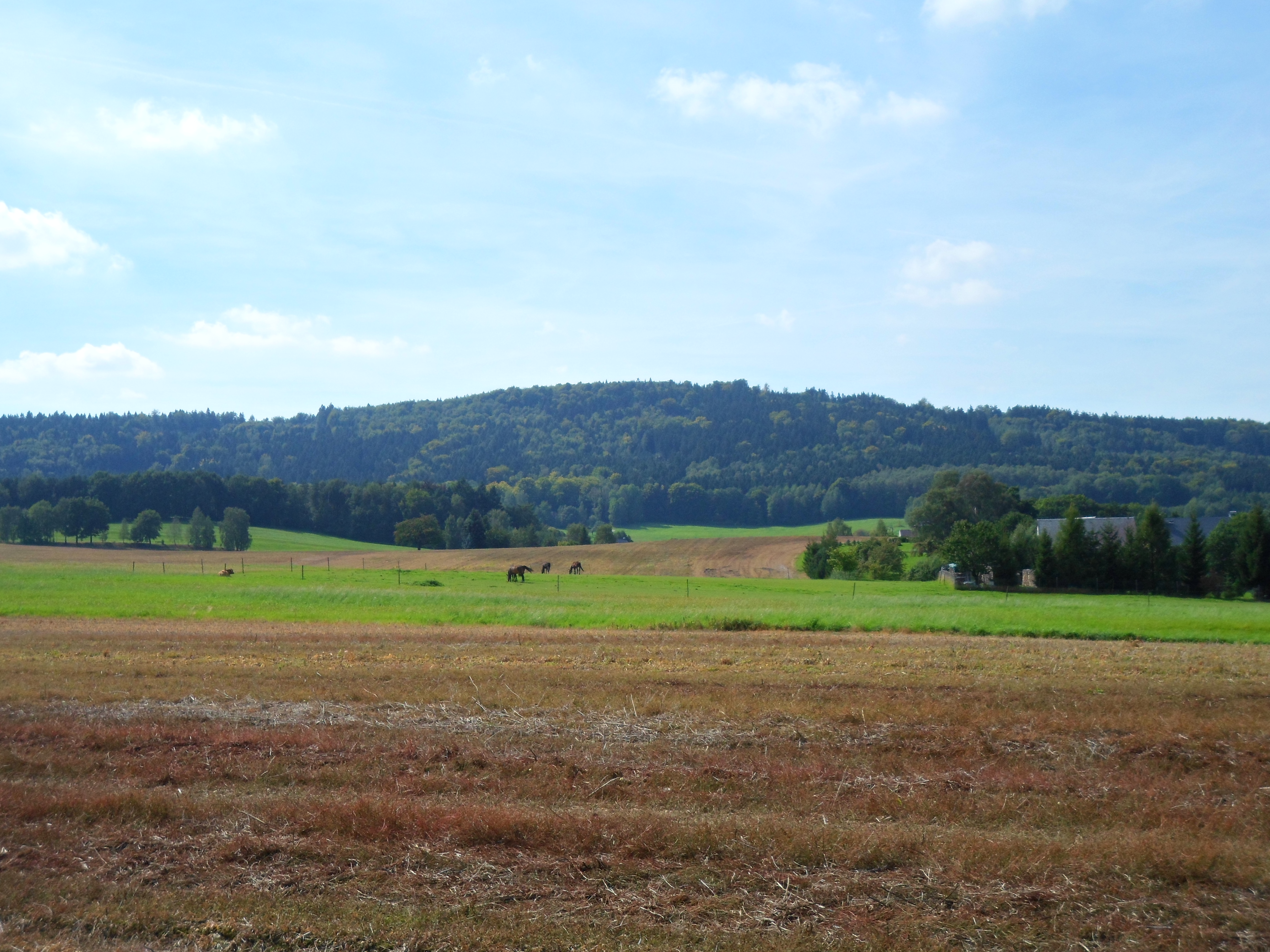
Der (Elstraer) Hochstein

Ganz im Westlausitzer Hügel- und Bergland (Makrogeochore 20) verläuft eine markante Bergkette, die die nördlichste Kette des Lausitzer Berglandes von Nordwesten trifft. Westlich an Kamenz schmiegt sich das Kamenzer Rücken- und Kuppenland (Mesogeochore 20052), das im Breitenberg-Hofeberg-Rücken (Mikrogeochore) am Wahlberg westsüdwestlich der Stadt 359,4 m erreicht. Nach Südosten schließen sich im Nordwestlausitzer Bergland (20051) die Höhenzüge Hennersdorfer Berge mit dem Schwarzenberg (413,0 m) südwestlich von Elstra und schließlich Hochstein-Steinberge-Rücken mit dem Hochstein (448,9 m) deutlich südsüdwestlich des Ortes an. In Südostrichtung folgt in den Bischofswerda-Großröhrsdorfer Lössplateaus (20054) der Pohla-Cannewitzer Rücken mit dem Bischofswerdaer Butterberg (384,1 m), im Großdrebitz-Demitz-Thumitzer Lösshügelland (2055) schließlich das Demitz-Thumitzer Bergkuppengebiet mit dem Massiv von Klosterberg (393,4 m), Tröbigauer Berg (397,7 m) und Jungfernstein (373,1 m), das früher intensiv für den Tagebau (Granodiorit) genutzt wurde. Der Tröbigauer Butterberg (387,6 m) verbindet dieses mit dem Hohen Hahn (nördlichste Bergkette des Lausitzer Berglands, s. u.); in ersten Entwürfen der Sächsischen Akademie war das Klosterbergmassiv bereits als Teil des Nördlichen Oberlausitzer Berglands eingestuft worden. Im Hufeisen zwischen Klosterbergmassiv, Butterberg und Hohem Hahn entspringt das Schwarzwasser, das in seinem quellnahen Verlauf nach einer Wendung von West nach Nord über Schmölln und Demitz-Thumitz den Klosterberg von Westen flankiert.

Rotsteinmassiv in der Abendsonne

Während die nordwestlichen Vorberge tatsächlich den Charakter eine Bergkette haben, liegen die nordöstlichen Vorberge der Östlichen Oberlausitz (11) lückenhaft verstreut auf einer Linie von Königshain bis Löbau, wo sie, vor dem Löbauer Wasser und in östlicher Verlängerung der nördlichsten Bergkette, abrupt enden. Ganz im Nordosten, im Königshainer Berg- und Hügelland (11013) liegen die Königshainer Berge mit dem Hochstein (397,2 m) im Norden, dem Ahlberg (415 m) südlich davon (beide Mikrogeochore Kämpferberg-Rücken) und schließlich dem Hutberg (345,6 m; Eichberg-Hutberg-Rücken) südwestlich des Ahlbergs. Deutlich südwestlich des Ahlbergs liegt, im Reichenbacher Lösshügelland (11012) der Rotstein-Rücken mit dem Rotstein (453,7 m), wobei Reichenbach/Oberlausitz genau zwischen beiden Bergen liegt. Weiter südwestlich und abermals durch Flachland getrennt schließt sich, im Herrnhuter Lösshügelland (1108) der Löbauer Berg-Schafberg-Rücken mit der Doppelkuppe aus Schafberg (450,5 m) und Löbauer Berg (447,9 m) an, der die Stadt Löbau von Südosten rahmt.

### Nördlichste Bergkette

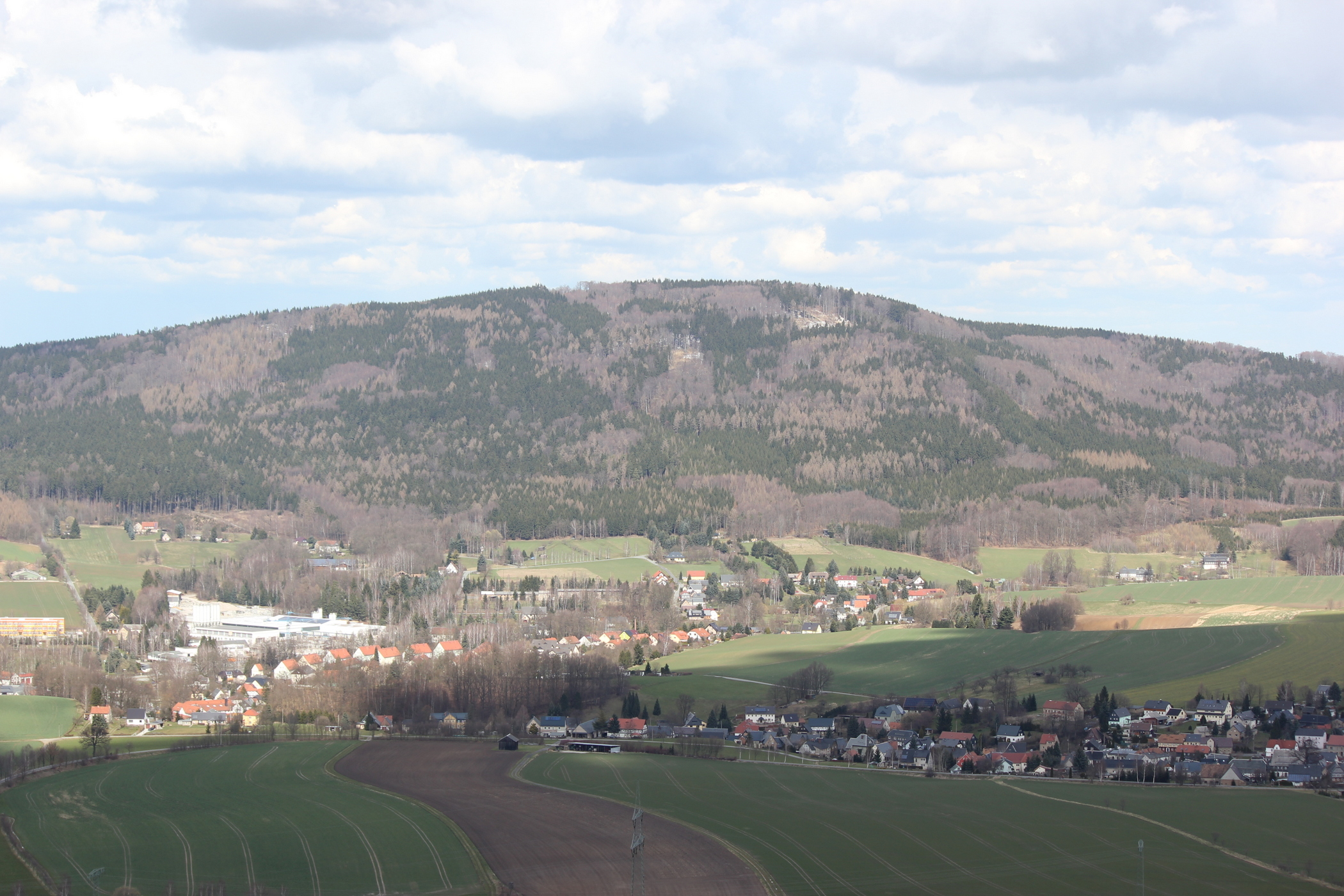
Die Südseite des Czorneboh mit Cunewalde im Vordergrund

Von Bischofswerda im Nordwesten aus hat die nördlichste Bergkette drei nur teilweise bewaldete Vor-Kuppen, die allesamt noch zum Demitz-Thumitzer Bergkuppengebiet, also zur Mesogeochore Großdrebitz-Demitz-Thumitzer Lösshügelland (20055) des Westlausitzer Hügel- und Berglands (20) gehören: den Belmsdorfer Berg (349,6 m), den Stiebitzberg (368,7 m) und eine namenlose (gut 360 m). Alle sich anschließenden Rücken gehören zum Nördlichen Oberlausitzer Bergland (12015):
Der westlichste Rücken ist der Hoher Hahn-Picho-Bergrücken, der durch in Nord-Süd-Richtung querende Straßen in drei Segmente mit den Hauptbergen Hohe Hahn (445,4 m), Fuchsberg (405,1 m) und Großer Picho (498,3 m) geteilt wird. Auf ihn trifft der von Nordwesten kommende Mönchswalder Bergrücken mit den segmentweisen Hauptbergen Tschelentsy (365,7 m), Teufelskanzel (466,6 m, am Westgipfel gut 470 m) und Mönchswalder Berg (447,7 m), von denen erst der Letztgenannte wieder auf der Kammlinie liegt. Von Nordwesten bis Osten wird dieser Rücken ringförmig vom gerodeten Dretschen-Oberguriger Rückengebiet umgeben, das sich von Dretschen über den Süden von Gnaschwitz und Schwarznaußlitz bis Berge zieht. Dieses gerodete Hanggebiet ist eher flachwellig und gegenüber dem sich nach Norden anschließenden Bautzener Gefilde (13018), der Nordwesthälfte des Oberlausitzer Gefildes (13), nur leicht erhöht.
Östlich des Mönchswalder Bergs und südöstlich Berges wird der Bergzug durch das Großpostwitz-Kirschauer Spree-Tal der Spree bei (Nieder-)Eulowitz unterbrochen, das nach Norden nominell bis Kleindöbschütz geht. Am Eulowitzer Zerschneidungshang, an dem neben Obereulowitz auch Cosul und Klein-Kunitz liegen, steigt die Landschaft wieder an und der Czorneboh-Hochstein-Bergrücken, dessen Westteil den Eulowitzer Hang ringförmig umschließt, vollendet die nördliche Bergkette. Dabei sind die Doppelkuppe aus Drohmberg (429,4 m) und Schmoritz (410,5 m) im Nordwesten und der Herrnsberg (400,6 m) im Südwesten etwas isoliert abseits der Kammlinie und durch kleine Rodungen abgetrennt. Im Hauptmassiv ragen von West nach Ost insbesondere der Hromadnik (Döhlener Berg, 508,1 m), der Czorneboh, mit 556,8 m höchster Berg der gesamten Kette, und der Hochstein (540,5 m) auf. Nach Norden, zum Bautzener Gefilde und dem sich südöstlich daran anschließenden Hochkircher Lössrücken, wird das Massiv vom gerodeten Rachlauer Rückengebiet mit Rascha, Binnewitz, Rachlau, Wuischke und Sornßig sowie ein paar weiteren Weilern an der Nordseite des Rückens abgedacht.

### Neukirch-Wilthen-Cunewalder Quertalung

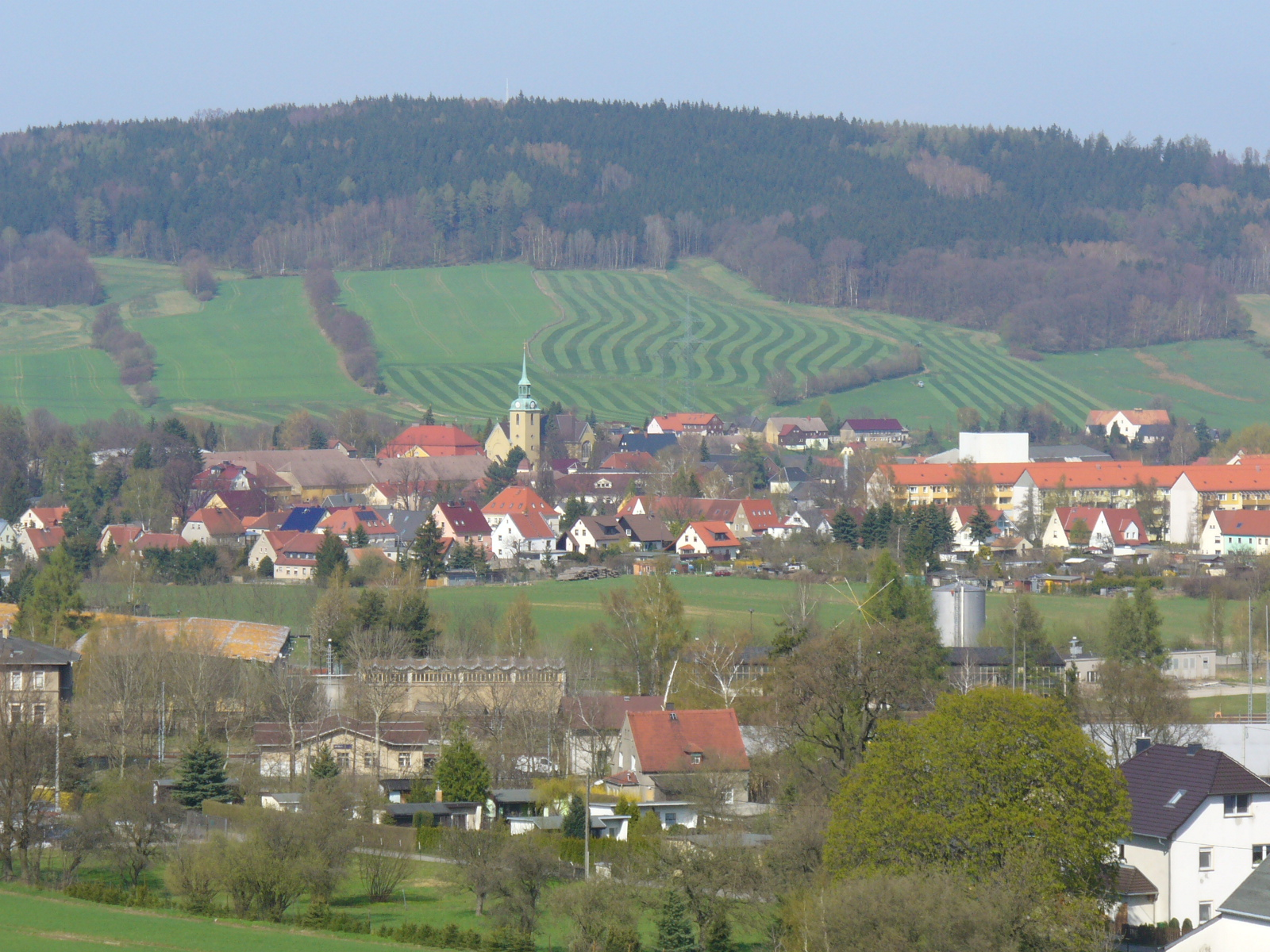
Wilthen von Süden aus

Den Westteil der ersten Quertalung bildet die Neukirch-Putzkauer Talwanne mit Putzkau und Neukirch an der nach Westen abfließenden Wesenitz. Nach Osten schließt sich die Wilthener Talwanne mit Wilthen am linken Spree-Nebenfluss Butterwasser an. Der Südabschnitt des Großpostwitz-Kirschauer Spree-Tals von Kirschau bis Rodewitz verbindet die Wilthener Wanne mit der Cunewalder Talwanne am rechten Spree-Nebenfluss Cunewalder Wasser mit Weigsdorf-Köblitz und Cunewalde, die in einen größeren Nordteil und einen kleineren Südteil (eigentlich Südostteil) zerfällt. Ab dem Passieren des Weigsdorfer Teichs verlaufen Cunewalder Wasser und S 115 (Oberlausitzer Straße / Hauptstraße) im Norden des Südteils.
Nach Osten wird die Quertalung durch das Kleindehsaer Rückengebiet mit dem Kötzschauer Berg (465,2 m) unmittelbar südöstlich Kötzschaus verriegelt, den die S 115 über Halbau und Kleindehsa von Norden umkurvt.

### Zweite Bergkette

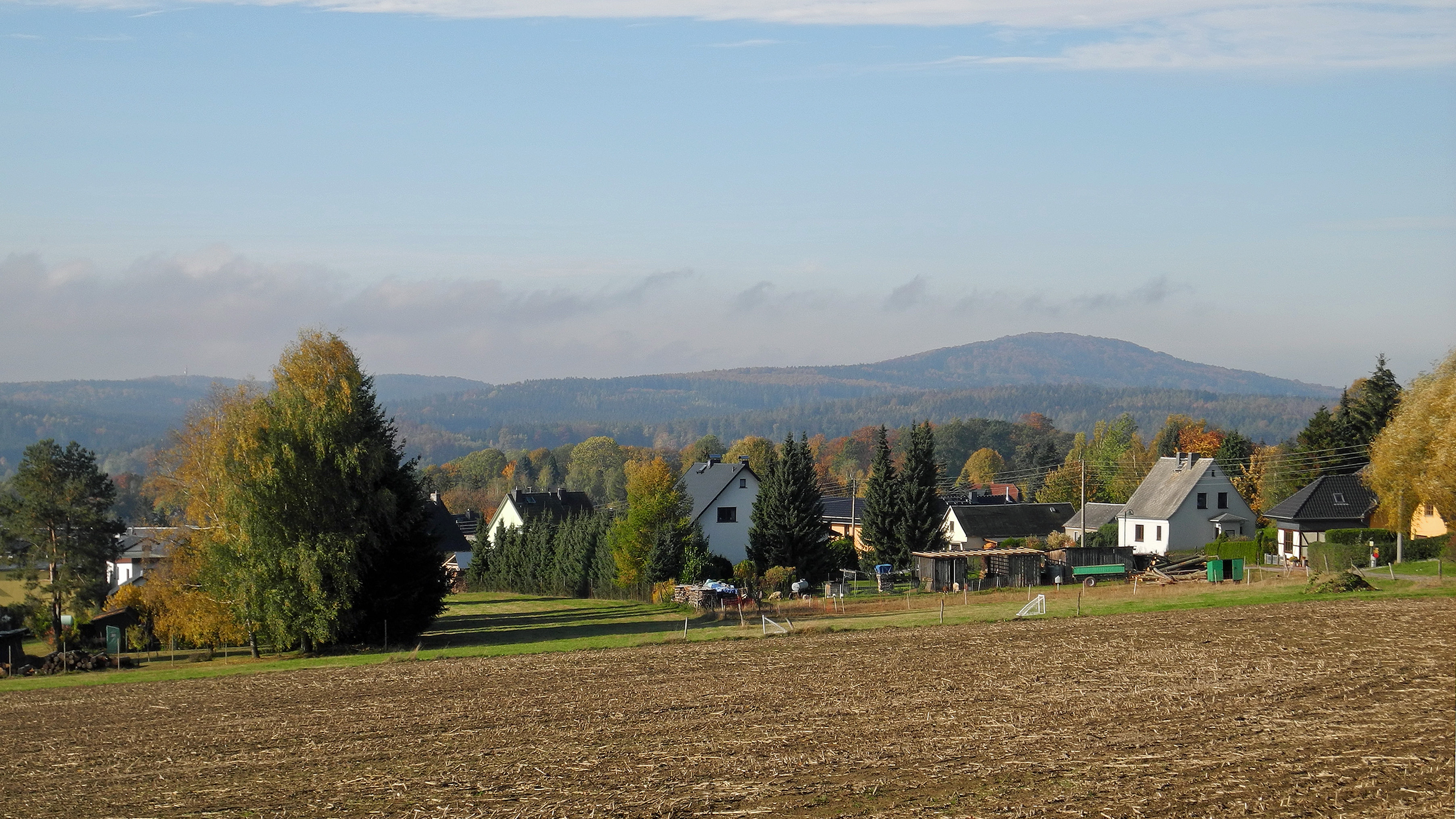
Blick über Weifa zum Valtenberg

Westlichster Berg der zweiten Bergkette ist der Rüdenberg (444,4 m). Er ist indes durch die S 158 zwischen Bischofswerda und Neustadt vom Restmassiv abgetrennt und Nordgipfel einer nach Süden verlaufenden Kette mit dem Tannenberg (435,9 m) im Zentrum und dem Wachberg (438,5 m) im Süden, die die Mikrogeochore Rüdenberg-Wachberg-Rücken im Westlichen Oberlausitzer Bergland (12016) bildet. Alle anderen Berge der Kette gehören, wie auch die der nördlichsten Kette, zum Nördlichen Oberlausitzer Bergland (12016):
Der erste Hauptberg und zugleich insgesamt höchste Berg der Kette ist der Valtenberg (586,4 m), dessen durchgehend bewaldetes Massiv landläufig als Hohwald bezeichnet und nach Höhenlagen aufgeteilt wird. Den Westteil bildet das Rückenberg-Bergkuppengebiet mit dem Rückenberg, einer 478,8 m hohen westsüdwestlichen Vorhöhe des Valtenbergs, die durch eine Scharte auf gut 450 m abgetrennt ist und daher nur eingeschränkt eigenständig ist. Es schließt sich das Valtenberg-Bergrückengebiet an, das nach Süden in einer Zunge am Angstberg (519,5 m) zwischen die Tagebau-Restseen an Valtengrund  (Granodiorit) und Kiesgrund (Dolerit) greift, welche jedoch schon zum Schelmberg-Hoher Hahn-Bergkuppengebiet (Valtengrund) bzw. zum Hohwald-Plateau (Kiesgrund) im Westteil des Berglands gezählt werden (siehe dritte Bergkette). Östlich schließt sich das Ringenhainer Bergkuppengebiet mit den Höhenorten Ringenhain, Steinigtwolmsdorf und Weifa an, das zum einen die östlichen Kuppen des Hohwaldes enthält (Vogelberg: 462,2 m) und zum anderen die Westabdachung des folgenden Bergzugs.

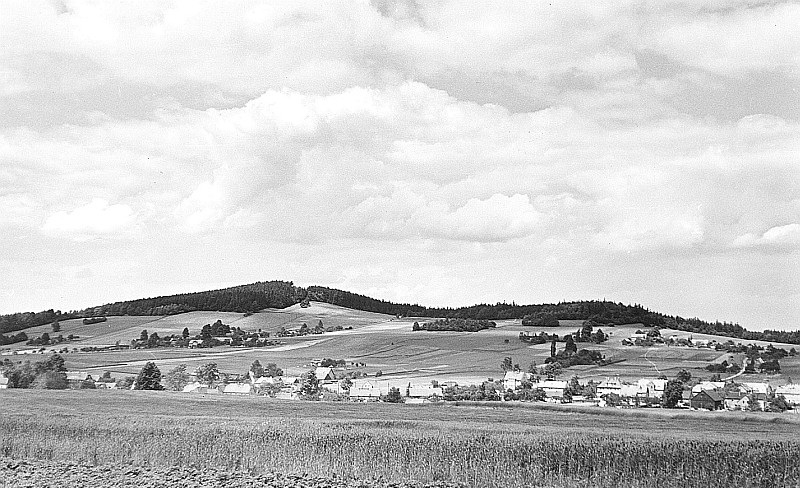
Blick von der Hadermühle auf den Bieleboh 1967

Der Bergrücken Weifaer Höhe-Dahrener Berg erreicht am Nordwestgipfel Dahrenerberg 490,8 m und an der zum namensgebenden Weifa nach Südwesten gerodeten Weifaer Höhe 504,3 m. Niedrigere Höhenlagen nach Südosten und nach Süden nimmt der Naturraum Hohberg-Mannsberg-Rücken ein, der am bewaldeten Hohberg in südöstlicher Fortsetzung der Weifarer Höhe 426,3 m und am gerodeten Mannsberg im Süden von Steinigtwolmsdorf 464 m erreicht – wobei der Mannsberg nach Südosten indes jenseits einer Scharte auf gut 445 m in den deutlich höheren Hutberg (502,5 m; siehe dritte Bergkette) übergeht. Nach Osten flachen die Rücken zum Sohland-Wehrsdorfer Tal-Riedelgebiet (bereits Teil des Östlichen Oberlausitzer Berglands, 12014) und schließlich zum Spreedurchbruch (Schirgiswalder Spree-Tal) ab, wobei der Ort Schirgiswalde sich vom Hohberg-Mannsberg Rücken (Neuschirgiswalde) über das Tal-Riedelgebiet bis zum Durchbruchstal zieht.
Ihren Abschluss findet die zweite Bergkette im Kälbersteine-Bieleboh-Bergrücken mit den Kälbersteinen (ca. 487 m; östlich benachbarter Gipfel Pickaer Berg 485,5 m) als westlichem und dem Bieleboh (497,3 m) als östlichem Hauptgipfel. Zwischen beiden Teilrücken quert die Bundesstraße 96 zwischen Weigsdorf-Köblitz und Oppach; dem Westteil mit den Kälbersteinen ist zur Cunewalder Talwanne nach Norden hin das Crostauer Hügelgebiet mit Callenberg und Crostau vorgelagert.

### Riedel von der zweiten Bergkette zu Kottmar und Schlechteberg

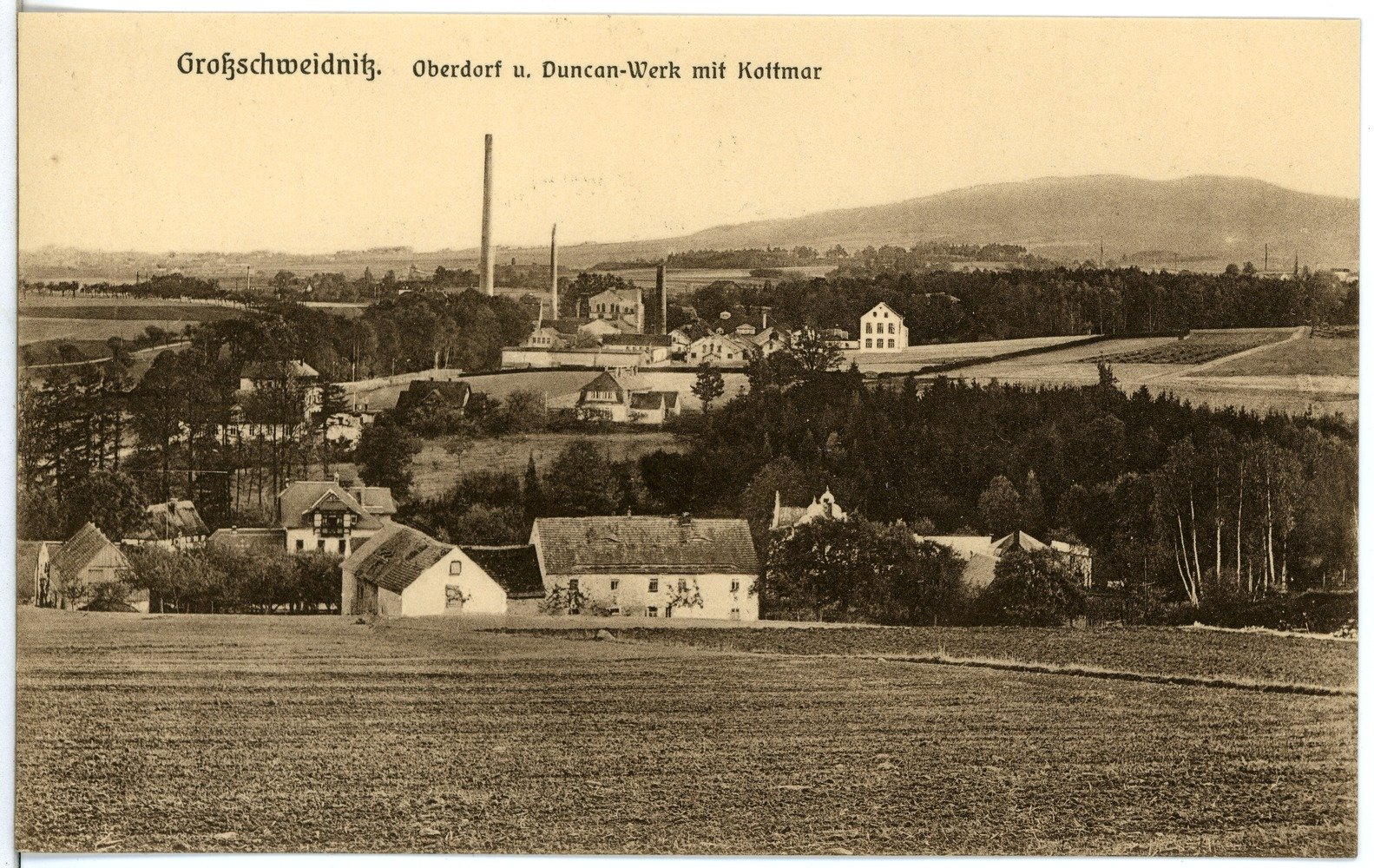
Der Kottmar, Postkarte von 1930

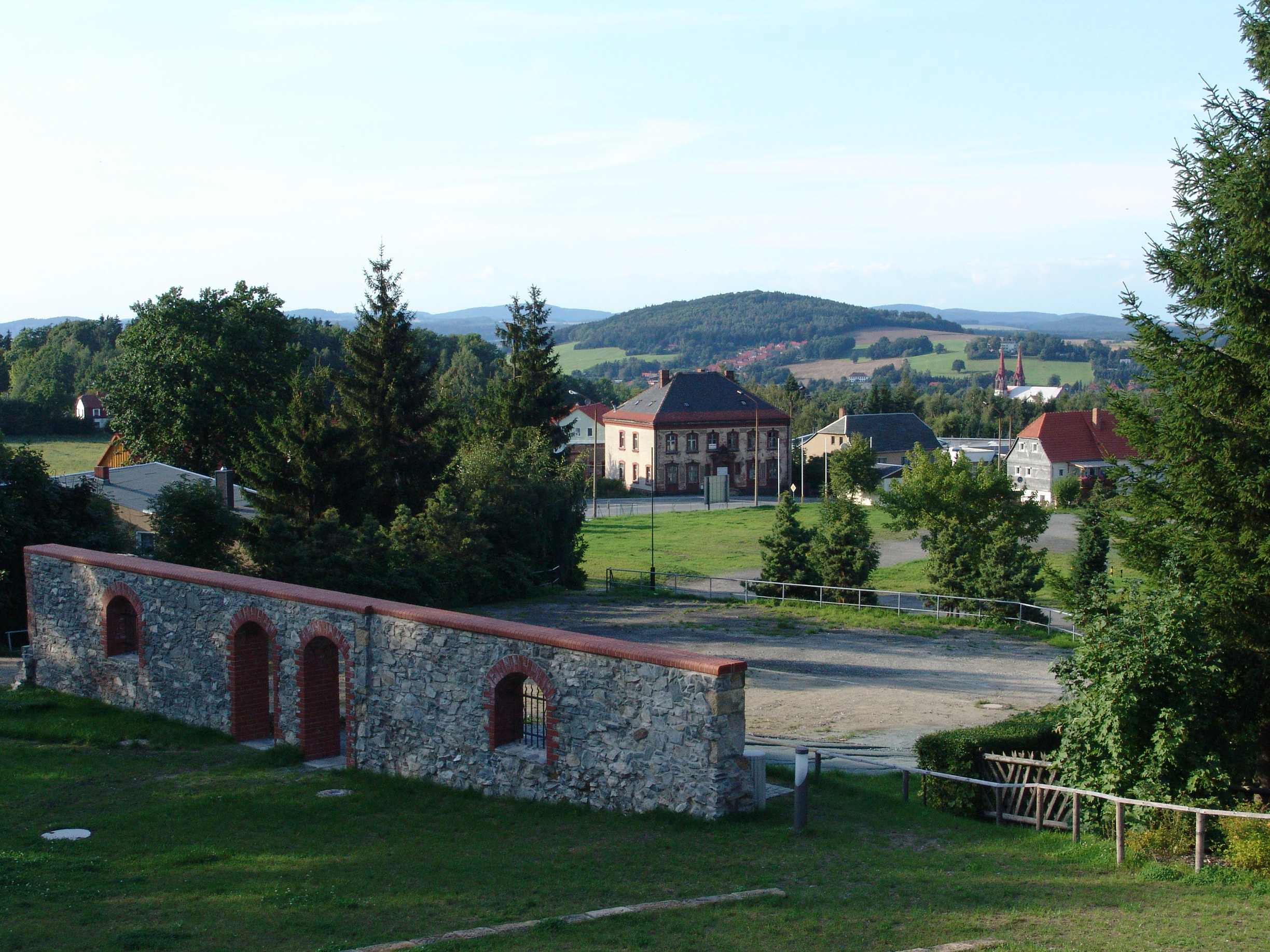
Der Schlechteberg von Neugersdorf aus

Zwar bricht die zweite Bergkette östlich des Bieleboh-Rückens unmittelbar ab und wird nach Nordosten nur mittelbar vom Kötzschauer Berg, der östlichen Verriegelung der Cunewalder Talwanne, abgeschlossen, jedoch zweigen an der Südseite des Rückens nach Südosten führende Ketten ab.
Am Ostrand des Oberlausitzer Berglands liegen, südsüdöstlich des Kötzschauer Bergs und für sich isoliert in der Mikrogeochore Lauba-Dürrhennersdorfer Rückengebiet, die Kuppen Dürrhennersdorfer Kuhberg (433,6 m) und Hutberg (420,5 m). Sie verlängern bogenförmig in Richtung Südosten die Kammlinie der zweiten Kette; in Verlängerung dieser Linie führt der Pfarrberg  (rund 435 m) in Kottmarsdorf (Kottmarsdorfer Rückengebiet) zum zungenförmig den Abschluss des Berglands bildenden Kottmar (582,0 m; Kottmar-Bergkuppe).
Westlich parallel dazu schließt sich der Große Wald mit nur geringem Abstand zum Bieleboh-Rücken und nach Westen zur Bundesstraße 96 an mit dem Steinklunsen (437,2 m) im Nordwesten, dem namenlosen Südgipfel (gut 440 m) im Westen, dem Hahneberg (410,1 m) im Süden und dem Fuchsberg (422,9 m) im Südosten. Südöstlich des Fuchsbergs liegt der Neusalza-Spremberger Kuhberg (397,0 m, Ostgipfel Wilhelnshöhe knapp 410 m) nominell im Neusalza-Spremberger Rückengebiet, jedoch eigentlich ebenfalls in der zusammenhängenden Bewaldung des Großen Waldes. Weiter auf der zunächst flachwelliger werdenden Linie liegen isoliert die Kleinkuppen Bauerberg (406,6 m) und Klunstberg (414,8 m; Steinbruch Ebersbach), bis, jenseits des Oberspreetals, der Schlechteberg 485,4 m hoch aufragt. Die drei letztgenannten Kuppen liegen im äußersten Osten des Ebersbacher Rückengebiets und auch des Oberlausitzer Berglands; sie rahmen die „Neugersdorfer Bucht“ im Norden der Mikrogeochore Neugersdorfer Flachrückengebiet in der Mesogeochore Neugersdorfer Lössrücken (11006), Östliche Oberlausitz (11), die an der Ostseite vom Kottmar eingefasst wird.
Zwischen beiden Riedeln liegt, in einer Hochmulde, insbesondere das Gebiet der folgenden Naturräume (Mikrogeochoren):
- Bergrücken Großer Wald, Beiersdorfer Rückengebiet mit Beiersdorf, Schönbacher Flachrücken mit Schönbach, Lauba-Dürrhennersdorfer Rückengebiet mit Lauba und Dürrhennersdorf
- Neusalza-Spremberger Rückengebiet (nur äußerster Nordosten), Ebersbacher Rückengebiet (nur äußerster Nordosten), Neuschönberger Flachrückengebiet mit Neuschönberg, Kottmarsdorfer Rückengebiet mit Kottmarsdorf
- Kottmar-Bergkuppe

Das Gebiet entspricht einer Hochmulde mit den herausragenden Naturräumen (im Uhrzeigersinn) Dürrhennersdorfer Kuhberg, Hutberg, Kottmar, Schlechteberg und Großer Wald – alle anderen Naturräume und Einzelberge stechen kaum hervor. Auf der Verlängerung der Linie vom Bieleboh zum Kottmar liegt der Sonnenhübel (469,3 m; Mikrogeochore Sonnenhübel-Kuppe) im Großhennersdorfer Lösshügelland (11004).

### Sohland-Ebersbacher Kessel

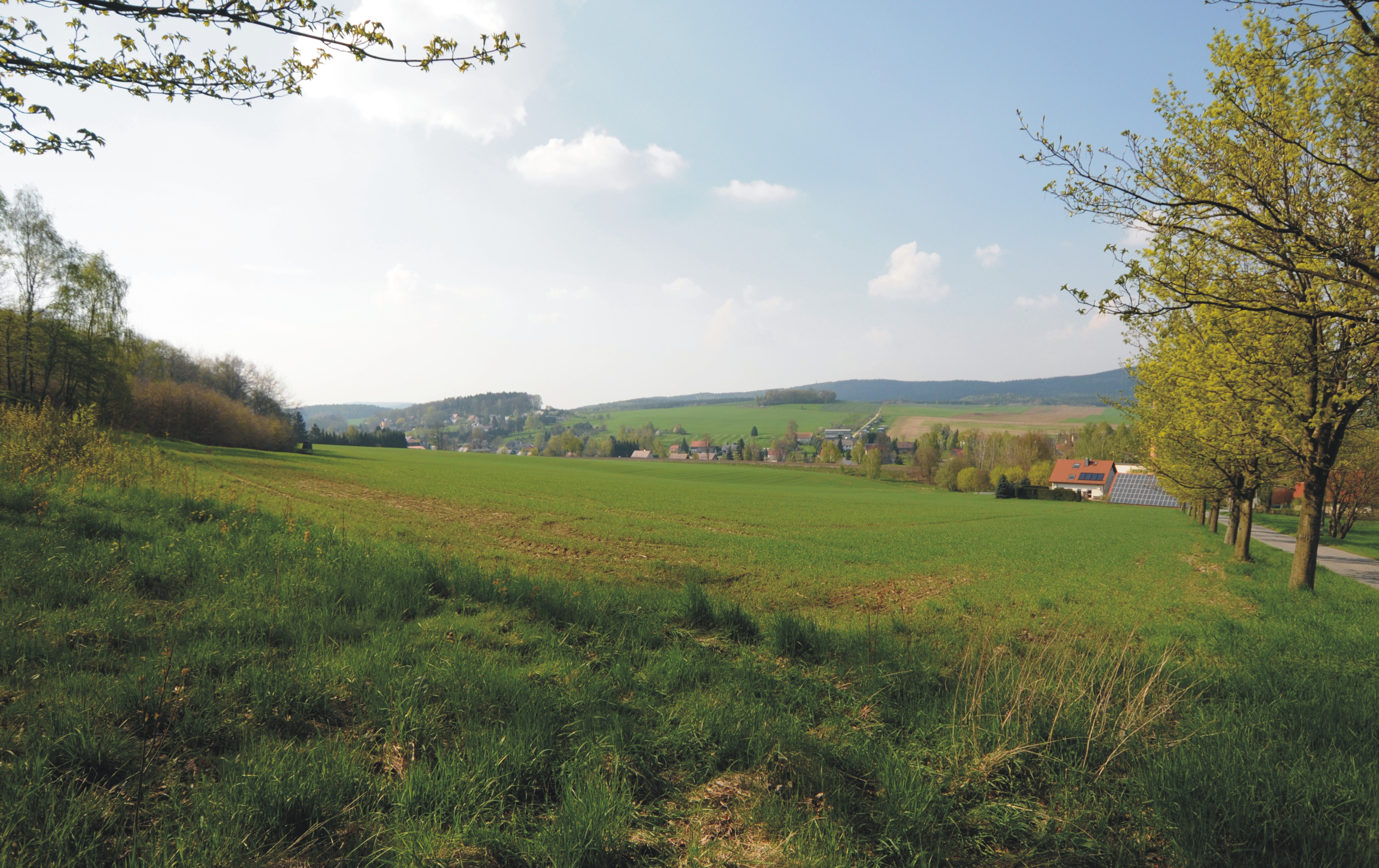
Blick nach Taubenheim

Das Spreetal zwischen Wehrsdorf im Westen und Ebersbach im Südosten enthält insbesondere die folgenden Naturräume/Mikrogeochoren des Östlichen Oberlausitzer Berglands (12014) (spreeaufwärts von West nach Ost):
- Sohland-Wehrsdorfer Tal-Riedelgebiet (mit Wehrsdorf am linken Spree-Nebenfluss Kaltbach) und dem Südwesten von Sohland am Sohlander Dorfbach
- Sohland-Taubenheimer Spree-Tal mit Sohland an der Spree und Taubenheim
- Oppacher Rückengebiet mit Oppach am rechten Nebenbach Beiersdorfer Wasser
- Neusalza-Spremberger Rückengebiet mit Neusalza-Spremberg
- Ebersbacher Rückengebiet mit Ebersbach/Sa.

### Dritte Bergkette
Als dritte Bergkette wird gemeinhin der Kammverlauf nah dem nördlichsten Teil der deutsch-tschechischen Grenze angesehen. Es handelt sich nicht um eine derart ausgeprägte Kette wie bei den beiden nördlichen – zumal die Kammlinie merklich alterniert. Der Westteil der Kette liegt im niederschlagsreichen Hohwald und ist streng genommen tributär zum Valtenberg der zweiten Kette. Rein orographisch beginnt die Kette bereits an Ungerberg und Gerstenberg (siehe vierte Kette).

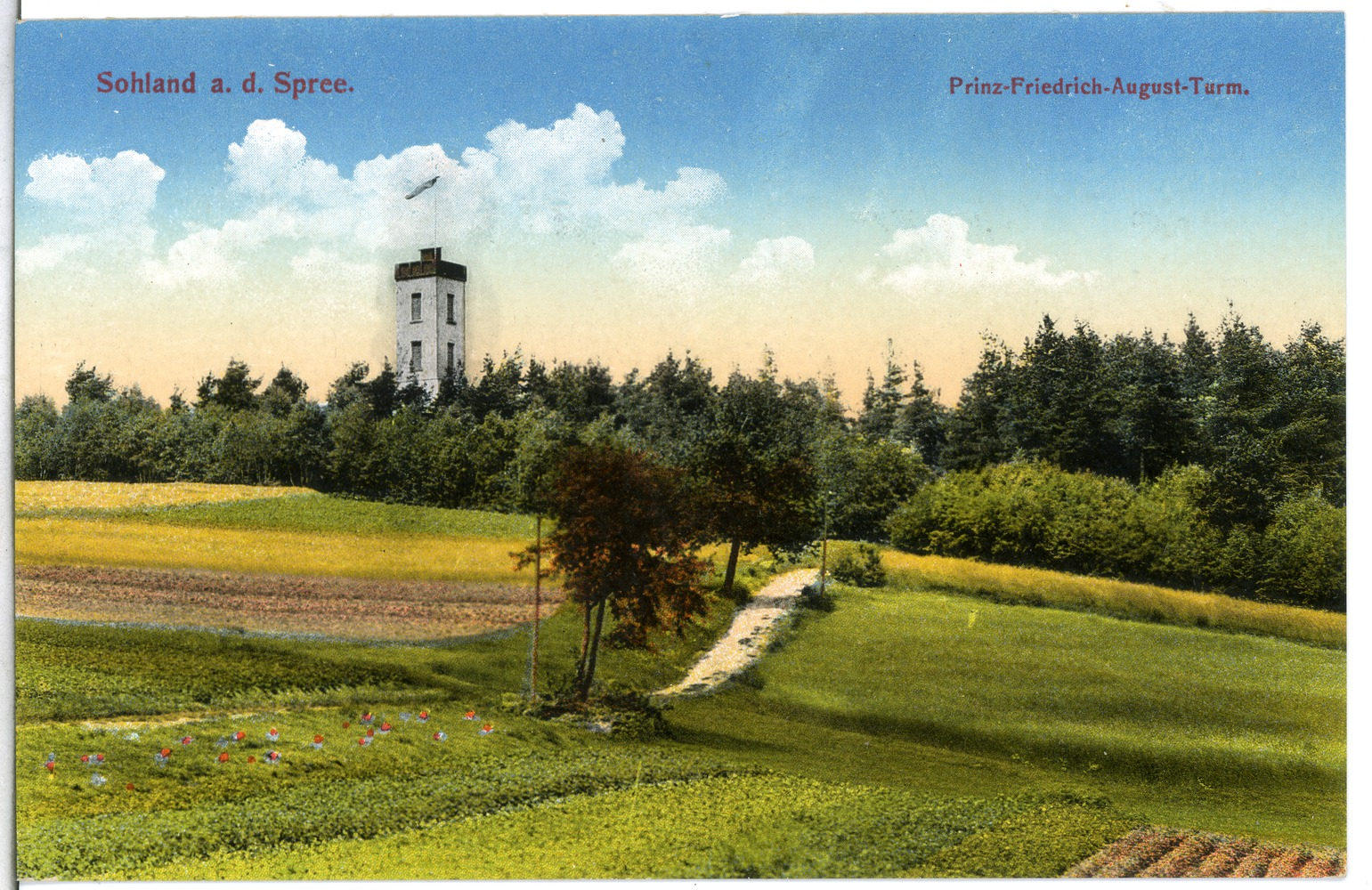
Prinz-Friedrich-August-Höhe, Postkarte von 1912

Als Beginn der Kette wird der Hohe Hahn (528,2 m) nordöstlich von Neustadt bzw. Langburkersdorf angesehen. Er wird der Mikrogeochore Schelmberg-Hoher Hahn-Bergkuppengebiet des Westlichen Oberlausitzer Berglands (12016) zugerechnet, wobei der mit namensgebende Schelmberg (502,8 m) kein eigenständiger Berg, sondern ein Südwestausläufer des Steinbergs (510,6 m) ist, dessen Scharte zum Hohen Hahn im Süden auf gut 480 m liegt, weshalb auch er nur bedingt eigenständig ist. Die grenznahe Hohwaldklinik liegt bereits in der Mikrogeochore Hohwald-Plateau, am Buková hora werden nordöstlich der Klinik, auf tschechischer Seite, 511,8 m erreicht.
Die Sächsische Akademie der Wissenschaften zählt auch den Hutberg (502,5 m) südöstlich des Vorgenannten und südlich von Steinigtwolmsdorf noch zum Hohwald-Plateau; er liegt allerdings, jenseits eines gerodeten Quelllauftals des Severni Potok, auf der nunmehr eigenständigen Bergkette. Entlang der Staatsgrenze folgen, in den Brandbusch-Taubenberg-Bergkuppen des Östlichen Lausitzer Berglands (12014), der Liščí vrch (480,5 m) mit der Prinz-Friedrich-August-Höhe (469,1 m) oberhalb des dem Naturraum zuzurechnenden Neudorf als Ostausläufer, der Špičák (480,7 m) und, unmittelbar vor dem Rosenbach-Durchbruch, der Brandbusch (448 m), unmittelbar nach ihm der Taubenberg (455,5 m). Deutlich südlich der Kammlinie liegt der Jitrovník (509,5 m), die Kette endet am Tal der Oberspree mit Anhöhen von 448,4 m und, südlich davon, 459,4 m.
Auf der nunmehr nach Südosten gerichteten Kammlinie liegen jenseits der Spree und ganz in Sachsen jeweils isoliert der Schlechteberg (485,4 m; Ebersbacher Tückengebiet) als Abschluss des Oberlausitzer Berglands sowie, in der Östlichen Oberlausitz (11), der Lerchenberg (466,7 m) im Norden des Eibau-Leutersdorfer Rückengebiets, Neugersdorfer Lössrücken (11006) und der Spitzberg (510,0 m) im Oberoderwitzer Kuppengebiet, Großschönauer Becken- und Kuppenland (11003).

### Neustadter Becken, Schluckenauer Talwanne und Zwischenkette

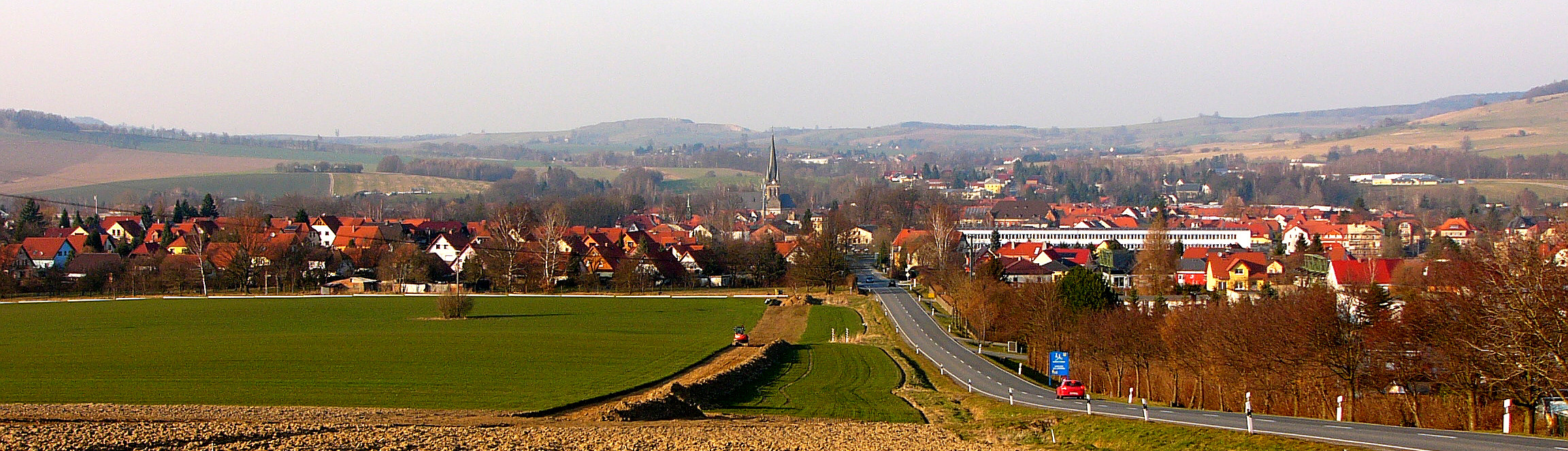
Neustadt vom Süden aus gesehen

Das Neustadter Becken am Oberlauf der Polenz mit Neustadt im Zentrum, Polenz im Westen, Berthelsdorf im Norden und Langburkersdorf im Osten ist ein in sich sehr eigenständiger Naturraum innerhalb des Westlichen Oberlausitzer Berglands (12016), der mit der Schluckenauer Talwanne weiter östlich, auf tschechischer Seite, nur andeutungsweise verbunden ist. Der Sattel zwischen dem Höhenzug des Hohen Hahn (528,2 m) im Nordnordosten und dem des Ungerbergs (537,5 m) im Südsüdwesten liegt auf etwa 415 m und wird von der S 159 (Raupenbergstraße), auf tschechischer Seite der Silnice II/266 (Drážďanská (Dresdener)), passiert. Die eigentlichen Verkehrsadern nach Schluckenau führen indes über Sebnitz, das deutlich südlich der Verbindungslinie liegt.

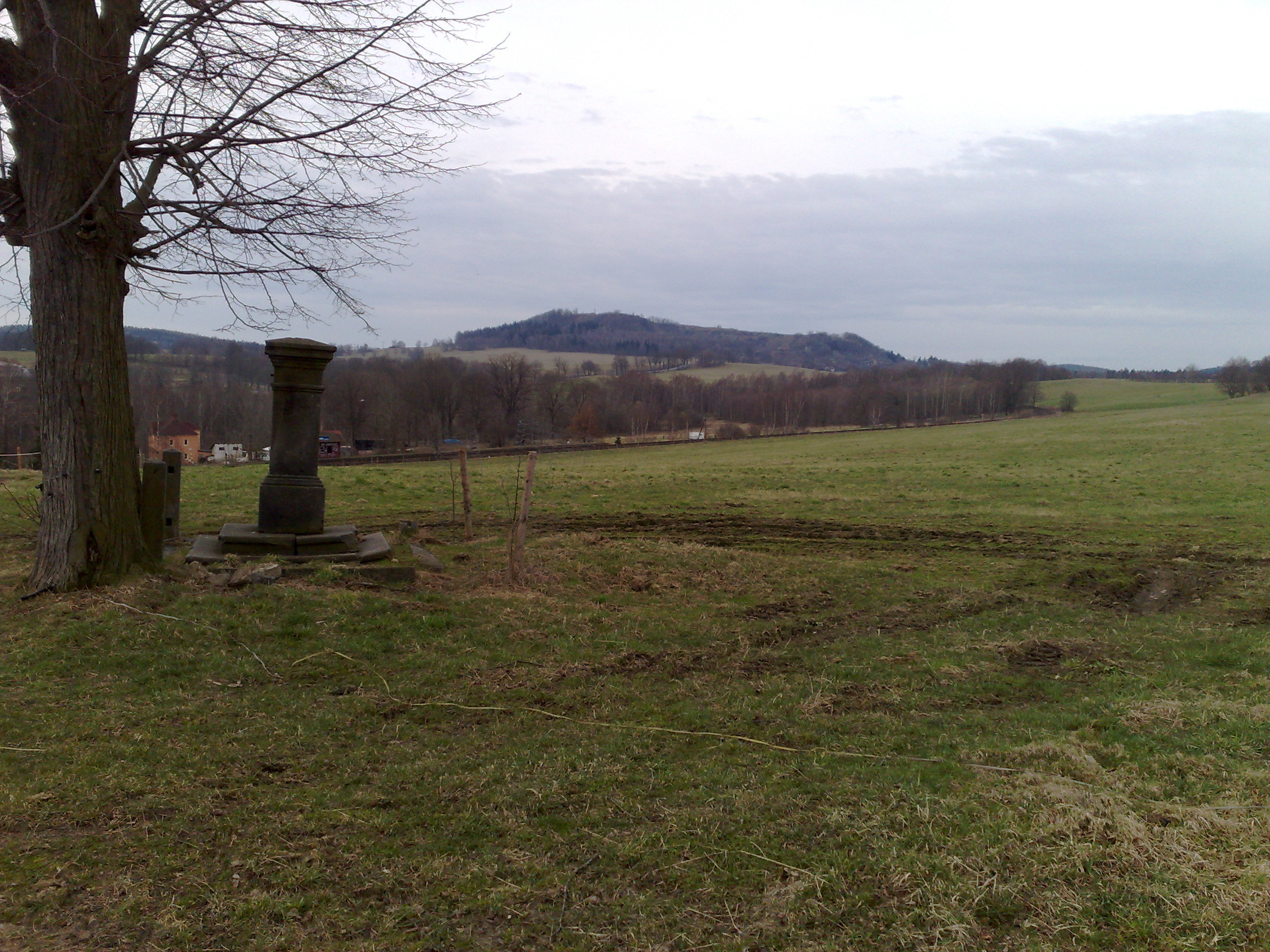
Der Botzen

Auf der Hauptlinie der Schluckenauer Wanne liegen von West nach Ost Horní Poustevna (Ober-Einsiedel) am Luční potok (Heimichbach, wörtlich übersetzt: Wiesenbach), Vilémov (Wölmsdorf) und Velký Šenov (Groß Schönau) im Einzugsgebiet der nach Südwesten gerichteten Sebnitz sowie Šluknov (Schluckenau) am der Spree nach Norden zufließenden Rosenbach. Nördlich dieser Linie wird die Landschaft durch eine Kette aus drei Bergen, zwischen denen sich jeweils Ausläufer der Wanne nach Norden ziehen, gekammert: Ječný vrch (Gerstenberg; 502,6 m) Strážný vrch (Hutberg; 475,4 m) und Partyzánský vrch (Botzenberg; 530,9 m, aber möglicherweise noch weiter abgetragen). Der Gerstenberg bildet mit dem (deutschen) Hutberg (502,5 m) und der dritten Kette im Norden einen gemeinsamen Rücken, der (tschechische) Hutberg mit dem Špičák (Spitzberg; 480,7 m) der dritten Kette im Nordosten. Von Letzterem zweigt auch der Botzen nach Süden ab, der allerdings durch eine Scharte auf etwa 389 m, die auch von der Eisenbahn genutzt wird, merklich abgetrennt ist.
Westlich des Gerstenbergs zieht sich eine Nebenbucht der Wanne bachaufwärts dem Wiesenbach nach Lobendava (Lobendau) im Nordosten, zwischen Gersten- und Hutberg derLiščí potok (Hainsbach, wörtlich übersetzt: Fuchsbach) nach Lipova (Hainspach) im Norden, zwischen Hut- und Botzenberg fließt der Velkošenovský potok (Groß Schönauer Bach). Nach Süden ist die Schluckenauer Wanne, durch die vierte Kette hindurch, über das Tal des unteren Heimichbachs, mit Dolní Poustevna (Nieder-Einsiedel) und Sebnitz verbunden, durch das Tal des Mikulášovický potok (Nixdorfer Bach) mit Mikulášovice (Nixdorf). Diese Täler werden auch von der Eisenbahn genutzt, während das enge Tal der Sebnitz zwischen Wölmsdorf und der deutschen Grenze durch unbesiedelten Wald führt. Eine Hochstraße über die vierte Bergkette führt von Groß Schönau nach Brtníky (Zeidler).

### Vierte Bergkette

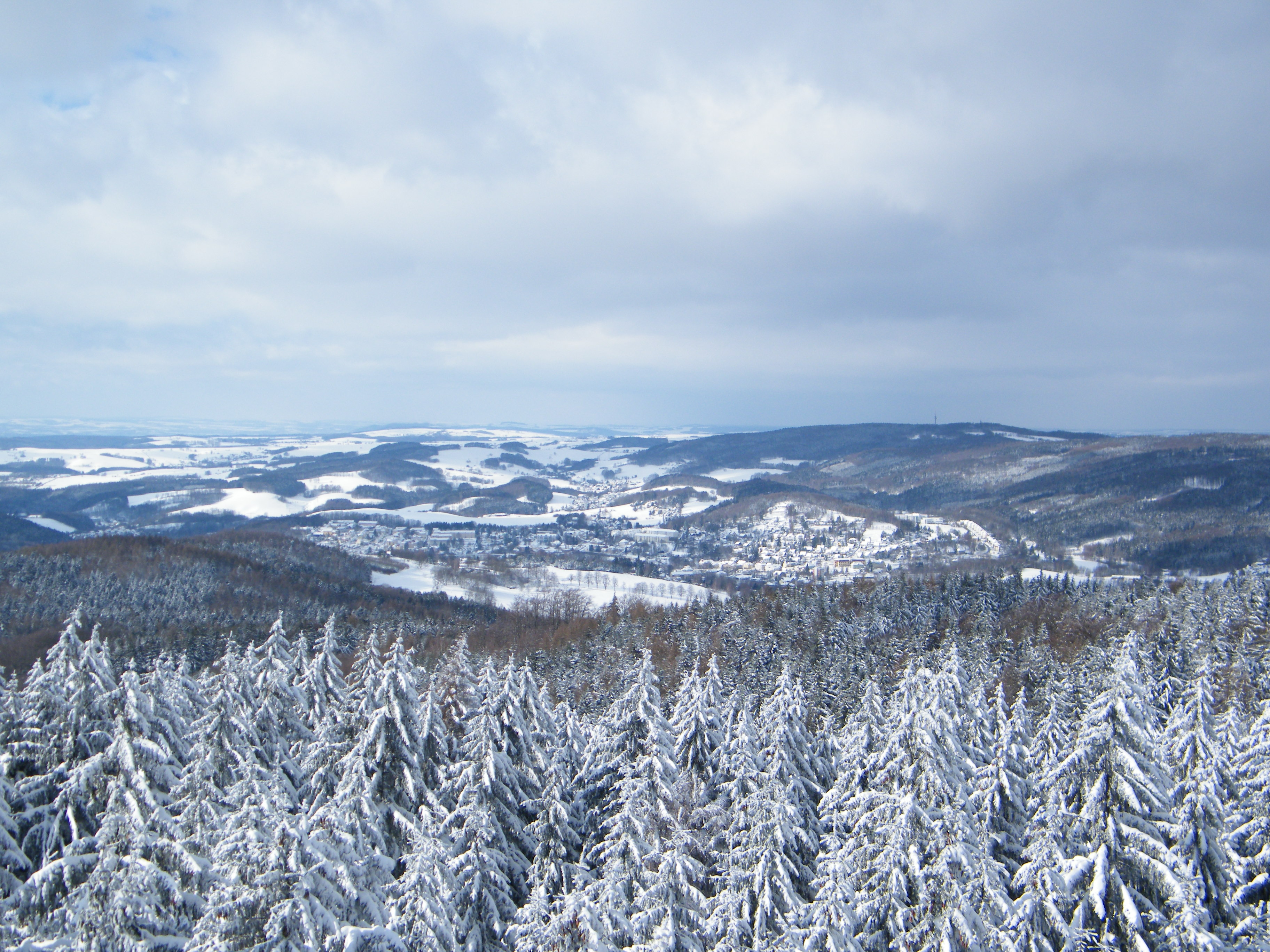
Unger- und Gerstenberg im Winter

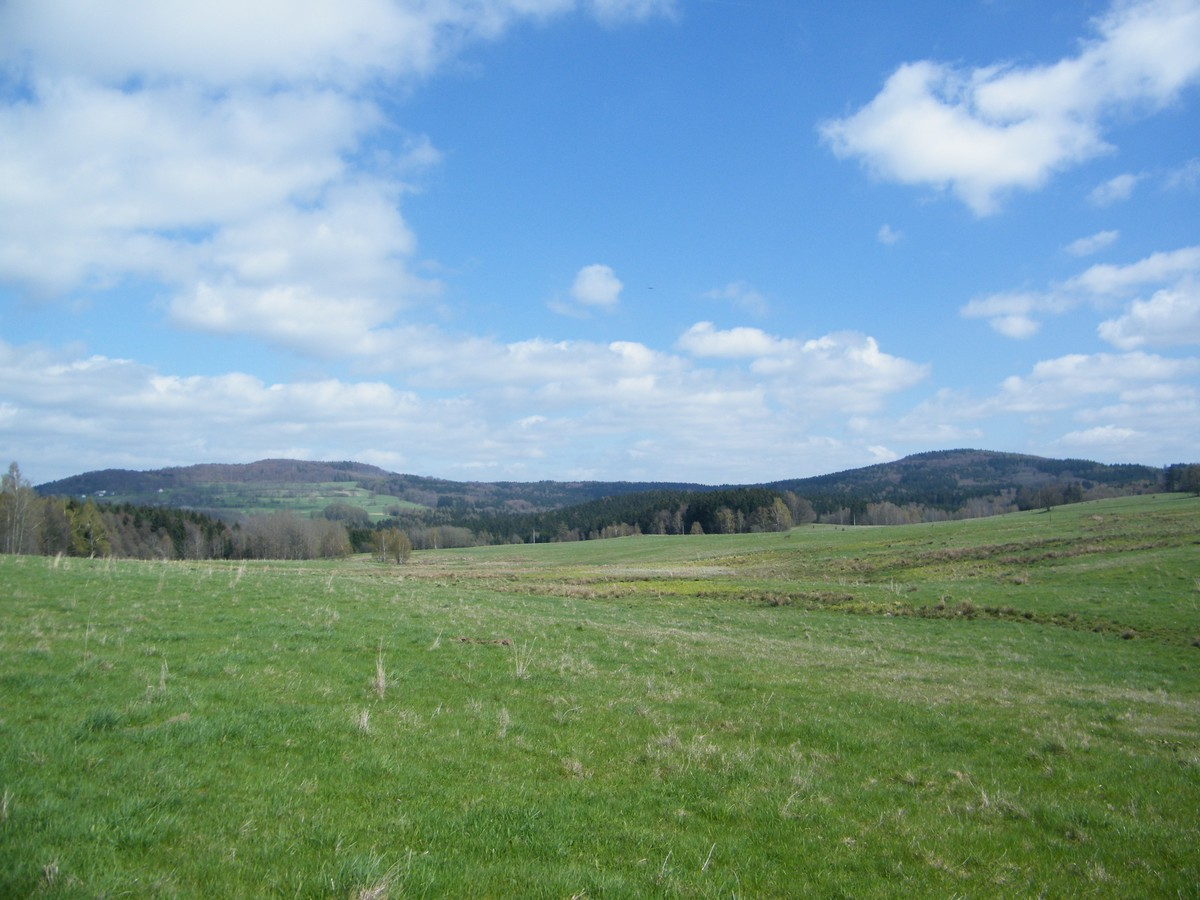
Hrazený und Plešný

Die Basis der vierten Bergkette liegt nach Westen weit im Südwestlausitzer Riedelland (20056) des Westlausitzer Hügel- und Berglands (20), am Oberen Polenztal der Polenz. Hier liegt, zwischen (Neustadt-)Polenz im Nordosten und Cunnersdorf im Südwesten das Waldgebiet Hohes Birkigt. Während die unbewaldeten Anhöhen nordöstlich bis südöstlich Cunnersdorfs (Naturraum Cunnerdorf-Ehrenberger Riedelgebiet) um 400 m erreichen, steigen die teilbewaldeten Kuppen südöstlich der Birkigt an Gickelsberg (438,2 m), Götzingerhöhe (423,6 m) und, deutlich südlich davon, Raumberg (421,4 m) noch etwas darüber. Dieser Naturraum heißt Hohes Birkigt-Raumberg-Rücken. Ein deutlicherer Anstieg wird östlich jenseits der Straße zwischen Neustadt und Krumhermsdorf erreicht, wo das Westliche Oberlausitzer Bergland (12016) mit der Mikrogeochore Unger erreicht wird. Der Ungerberg erreicht 537,5 m, der sich östlich anschließende Gerstenberg 532,2 m; am Nordosthang des Ungerbergs und gleichzeitig am Nordhang des Gerstenbergs liegt Rugiswalde am Tal des über die Staatsgrenze nach Osten, zur Sebnitz, abfließenden Frohnbachs.
In Tschechien fällt der Gerstenberg zum Tal des Luční potok (Heimichbach) ab, die Kette wird jenseits dessen durch den Spálený vrch (Gebrannter Berg; 443,2 m) fortgesetzt, jenseits des eng die Südostflanke dieses Bergs passierenden Sebnitz schließlich durch den Liščí kameny (Schönauer Berg; 486,0 m). Ab hier steigt die Höhenlage zum Hrazený (Pirsken; 609,7 m) und nach Ostsüdosten zum Plešný (Plissen; 593,0 m) südlich des Vorgenannten erheblich an. Dabei verläuft die Wasserscheide zum Plissen, während der Pirsken auf der eigentlichen Kammlinie liegt.
Östlich des Pirsken sinken die Höhen wieder merklich und es ist keine deutliche Kammlinie mehr zu erkennen; der Vlčice (Wildschütz) erreicht noch 513,1 m; der aus dem Bergland zwischen Jirikov und Rumburk auslaufende Kamm erreicht nur noch 441,2 m, am Ende der Bewaldung liegt auf deutscher Seite der Wacheberg (452,0 m) im Eibau-Leutersdorfer Rückengebiet, Neugersdorfer Lössrücken (11006), Östliche Oberlausitz (11).

### Nixdorf-Ehrenberger Quermulde
Unmittelbar südlich der vierten Kette liegen Sebnitz (mit nordöstlich vorgelagertem Dolní Poustevna, Nieder-Einsiedel), Mikulášovice (Nixdorf), Brtníky (Zeidler) und Staré Křečany (Alt Ehrenberg), die durch eine Eisenbahnlinie miteinander verbunden sind. Allerdings fährt diese Bahnlinie von Sebnitz aus zunächst in die Schluckenauer Talwanne und in Richtung Nixdorf wieder aus ihr heraus, weshalb der erstgenannte Ort nicht als Teil der Quermulde anzusehen ist, gleichwohl über den gleichnamigen Fluss Anschluss an die tschechischen Mulden hat. Auch die Mulden von Nixdorf auf der einen Seite und (Zeidler/) Alt Ehrenberg gehen nur mittelbar ineinander über. Dabei sind insgesamt drei Flusssysteme betroffen, denn Nixdorf entwässert über den Mikulášovický potok (Nixdorfer Bach) nach Nordwesten zur Sebnitz, Zeidler nach Süden zur Kirnitsch und Alt Ehrenbergliegt am Tal der jungen Mandau, die nach Osten der Lausitzer Neiße und damit dem Stromsystem der Oder zufließt. Stärker noch als durch die vierte Kette nach Norden werden sie durch die südöstliche Randkette nach Südosten verriegelt, über die in der Nixdorfer Teilmulde keine öffentliche Straße führt.

### Südwestliche Randkette und Übergangsgebiet zu Elbsandsteingebirge und Lausitzer Gebirge

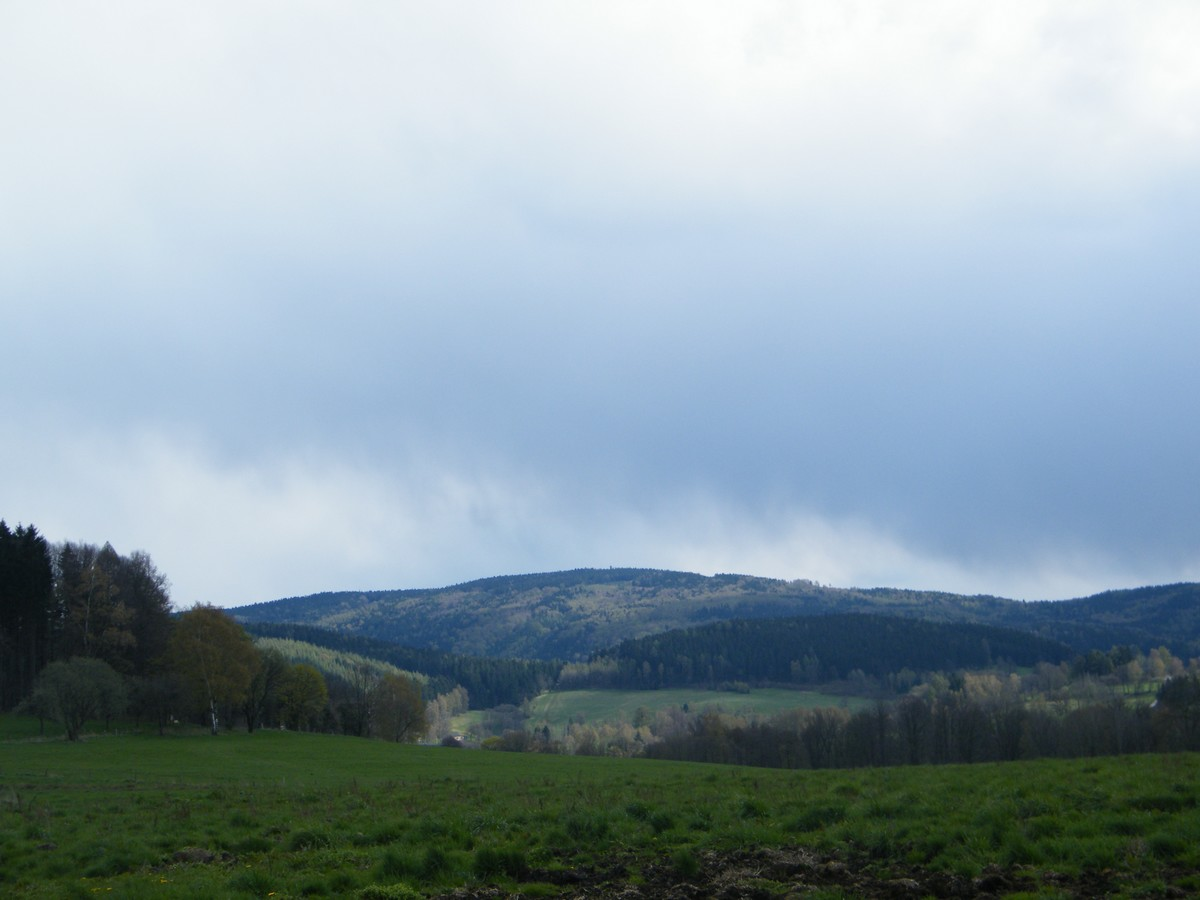
Der Tanečnice

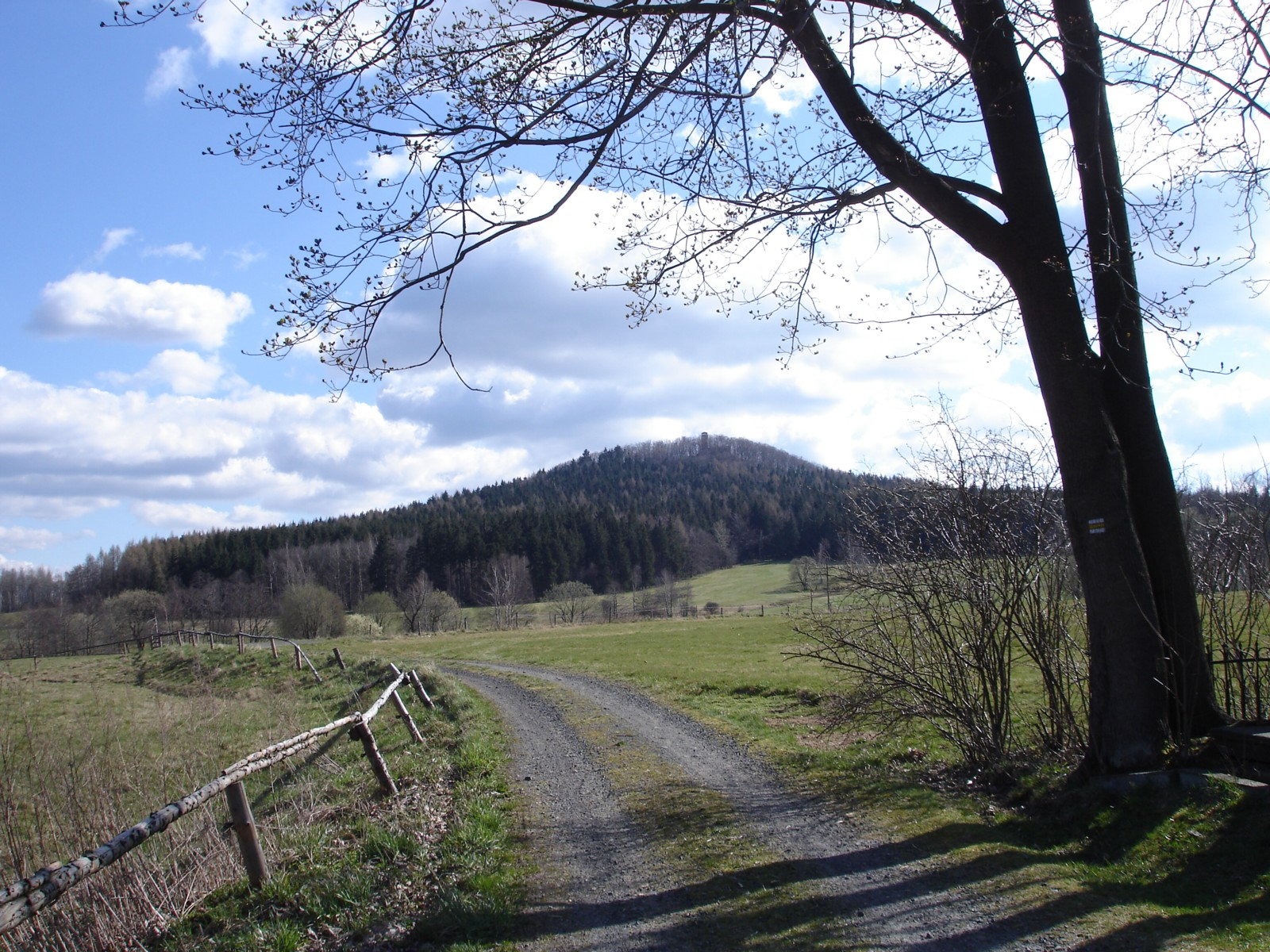
Der Vlčí hora

Der Tanečnice (Tanzplan; 599 m) unmittelbar südöstlich von Sebnitz ist ein Eckpfeiler des Lausitzer Berglands. Sein Gipfel liegt zwar deutlich auf tschechischer Seite, doch ragt sein West- bis Südhang (Naturraum Tanzplan-Hänge) deutlich in sächsisches Gebiet hinein. Von ihm zieht sich ein Rücken entlang der Staatsgrenze nach Südosten mit dem leicht nach Südwesten verschobenen Wachberg (496,0 m) unmittelbar nordöstlich von Saupsdorf und dem Hraniční vrch (Hantschberg; 522,5 m), von dem aus die Gipfelhöhen zum tiefen Tal des Brtníky potok (Zeidler Bach) allmählich sinken; jenseits des Bachtals werden am Na Hvězdě (Auf dem Stern) nochmals 472,0 m erreicht, bis jenseits des Bachtals des Vlčí potok (Wolfsbach) am Vlčí hora (Wolfsberg) sogar 590,8 m erreicht werden.
Ein Südwestausläufer des südöstlichen Randberg-Rückens ist der Steinberg (458,9 m) östlich von Hinterhermsdorf, ein Südsüdwestausläufer des Wolfbergs der Kamenný vrch (Steinberg; 509,1 m). Zwar sind die Höhenlagen beider Berge geologisch noch eindeutig dem Lausitzer Bergland zuzuordnen, doch sind die Anhöhen dazwischen und insbesondere die zur Kirnitzsch entwässernden Täler von Zeidler Bach, Wolfsbach und der Bäche dazwischen bereits von Elbsandstein geprägt. Nach sächsischer Gliederung gehören Wachberg, Randberg und Steinberg zum Naturraum Wachberg-Steinberg-Kuppengebiet, der zusammen mit den Tanzberg-Hängen und dem Saupsdorfer Räumichtbach-Tal südwestlich des Rückens die Einheit Südwestliches Oberlausitzer Bergland (12017) bildet, zu der man wohl auch den beschriebenen tschechischen Teil zählen kann.
Östlich von Wolfs- und Steinberg schließt sich eine offene Landschaft mit den Weilern Vlčí Hora (Wolfsberg) und Zahrady (Gärten) an, die nach Norden Anschluss an die Alt Ehrenberger Mulde (s. o.) hat und im Süden das Tal der Kirnitzsch mit dem Weiler Krásný Buk (Schönbuche) im Zentrum und der Landstadt Krásná Lípa (Schönlinde) im Osten enthält. Nach Süden wird diese Beckenlandschaft durch die Nordhänge des Lausitzer Gebirges verriegelt, nach Nordosten durch den Dymník (Rauchberg; 517,2 m), der wieder auf der Kammlinie der südwestlichen Randkette liegt; sein bewaldeter Rücken flacht nach Südosten, zum Quelllauf der Kirnitzsch, allmählich ab und steigt jenseits dessen zum Valy (Schanzenberg) mit dem Höhenweiler Studánka (Schönbrunn) wieder auf 543,5 m an. Nach Süden wird der Schanzenberg vom Tal der Lausur (Lužnička) mit Rybniště (Teichstatt), Horní Podluží (Obergrund), Jiřetín pod Jedlovou (Sankt Georgenthal) und Dolní Podluží (Niedergrund) eingefasst, die alle in südlicher Randlage zum Lausitzer Gebirge liegen.
Mit den Nordosthängen von Rauch- und Schanzenberg endet das Lausitzer Bergland fast komplett auf tschechischem Gebiet (Ausnahme: Der Randgipfel Frenzelsberg (468,2 m) des Rauchbergmassivs westlich von Seifhennersdorf); die Städte Varnsdorf und Rumburk liegen bereits, wie das dazwischen liegende Seifhennersdorf, in der Östlichen Oberlausitz. Unmittelbar nordöstlich Varnsdorfs liegt im Varnsdorfský Špičák (Warnsdorfer Spitzberg; 544,3 m) der mit Abstand höchste Berg dieser Landschaft, dessen Nordwest- bis Ostfuß nach Sachsen ragt und im Spitzkunnersdorfer Kuppengebiet, Großschönauer Becken- und Kuppenland (11003) liegt.
Anm.1. 